# Museo della Slovacchia orientale
Il Museo della Slovacchia orientale (in slovacco Východoslovenské múzeum) di Košice, in Slovacchia, fondato nel 1872 è uno dei più antichi musei slovacchi. Ha sede nel centro della città, precisamente su Námestie Maratónu mieru, la piazza al capo settentrionale della via principale della città, Hlavná ulica.

## Storia
Il museo fu fondato nel 1872 con la denominazione di "Museo dell'Alta Ungheria" (in ungherese Felső-Magyarországi Muzeum), nell'ambito della politica di magiarizzazione del Regno d'Ungheria, per impulso di Imrich Henszlmann, membro dell'Accademia ungherese delle scienze nativo di Košice, che morendo nel 1888 lasciò al museo una collezione di 3 000 pezzi. Nel 1906, quando fu solennemente trasferita a Košice la salma dell'eroe ungherese Francesco II Rákóczi, il museo fu ribattezzato "Museo Rákóczi dell'Alta Ungheria" (Felső-magyarországi Rákóczi Múzeum).
L'edificio neorinascimentale fu inaugurato nel 1901, si trattava allora del primo edificio cittadino progettato per ospitare un museo. La facciata è adornata dalle sculture di Perseo e Vulcano.

## Struttura
Il museo si articola in tre sezioni: scienze naturali, storia e storia dell'arte. La sezione di storia è nell'edificio principale, nei cui sotterranei è custodito anche il tesoro di Košice, mentre le sezioni di scienze naturali e di storia dell'arte sono ospitate nel palazzo antistante, il cosiddetto "Edificio della Divisione" (Budova Divízie) il cui ingresso è su via Hviezdoslavova. Un'altra sede del museo è in una parte diversa del centro storico, nel bastione del Boia (Katova bašta), parte delle fortificazioni orientali della città, che ospita la riproduzione della casa di Tekirdağ (in slovacco: Rodošto) in cui visse in esilio Francesco II Rákóczi. Un'altra sede del museo nel centro della città è allestita in una prigione medievale, Miklušova väznica e ospita una collezione di cimeli della storia della città.
Nel giardino del museo è stata ricollocata una chiesa in legno, proveniente da Kožuchovce e costruita nel 1741.
In totale la collezione del museo è di 500 000 oggetti.
Il museo cura l'edizione di due riviste scientifiche: il quaderno di scienze naturali Natura Carpatica, pubblicato dal 1960, e il quaderno di storia Historica Carpatica, pubblicato dal 1969.

## Galleria d'immagini
Edificio principale

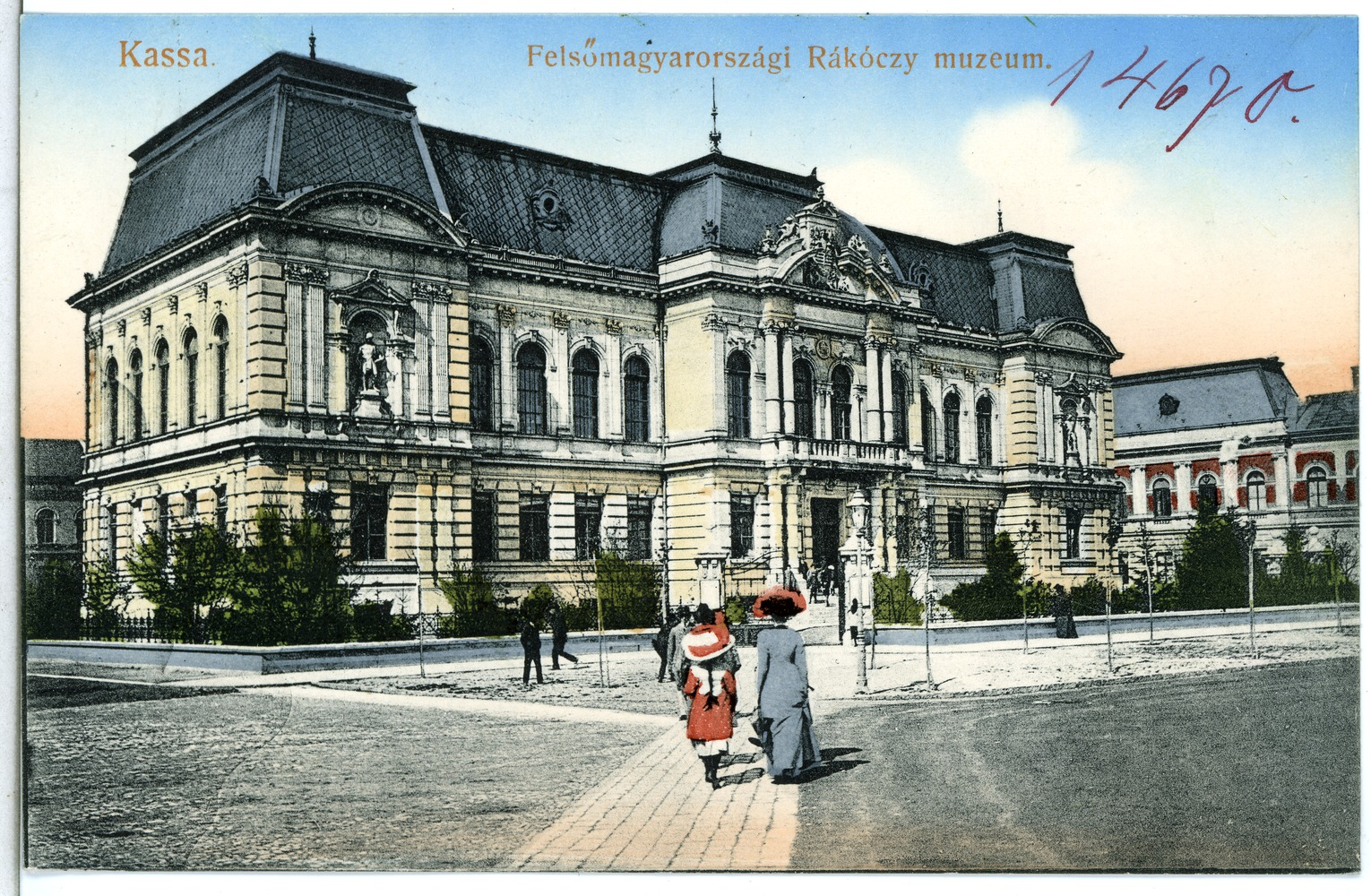
Il museo in una cartolina del 1912
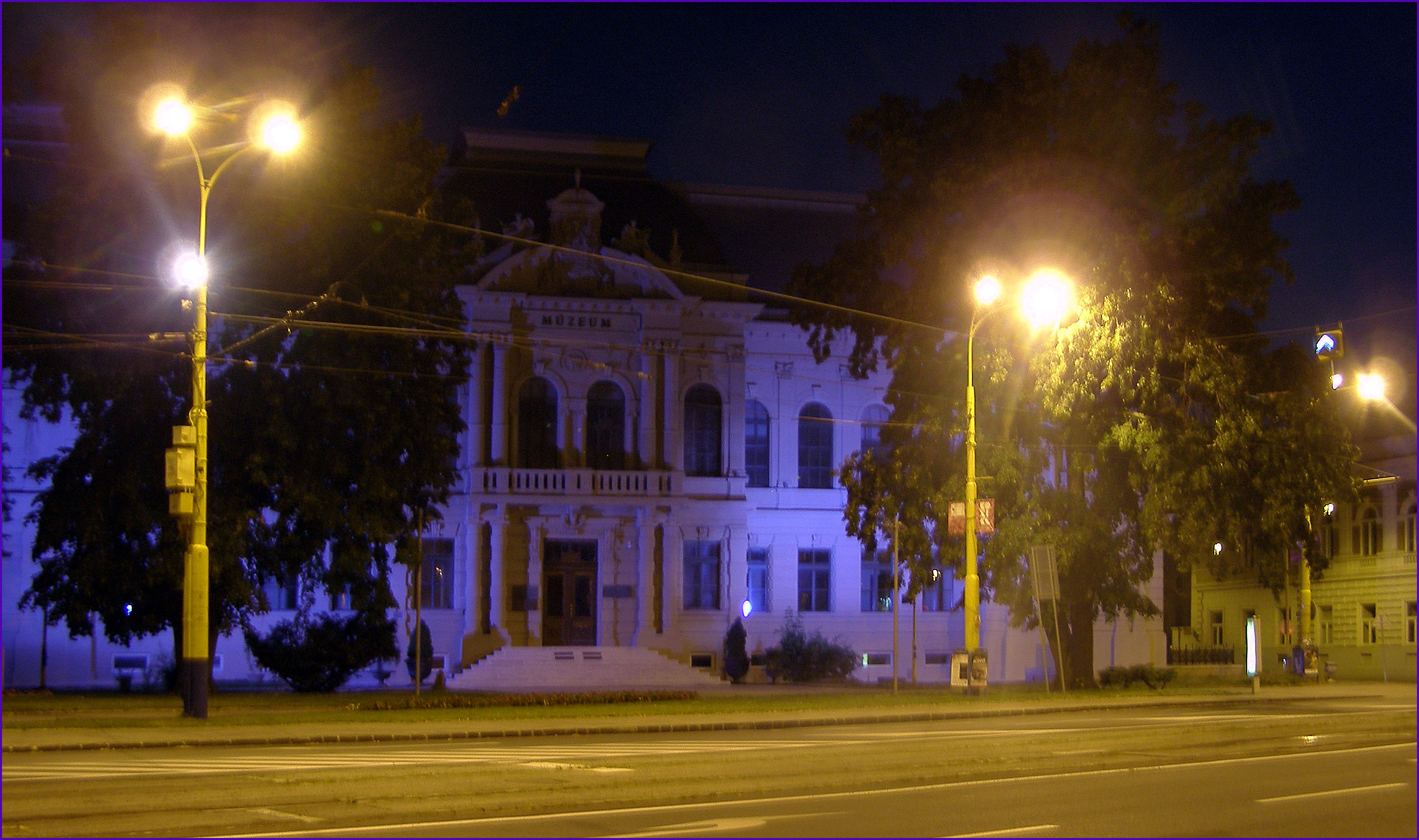
Veduta notturna del museo (luglio 2013)
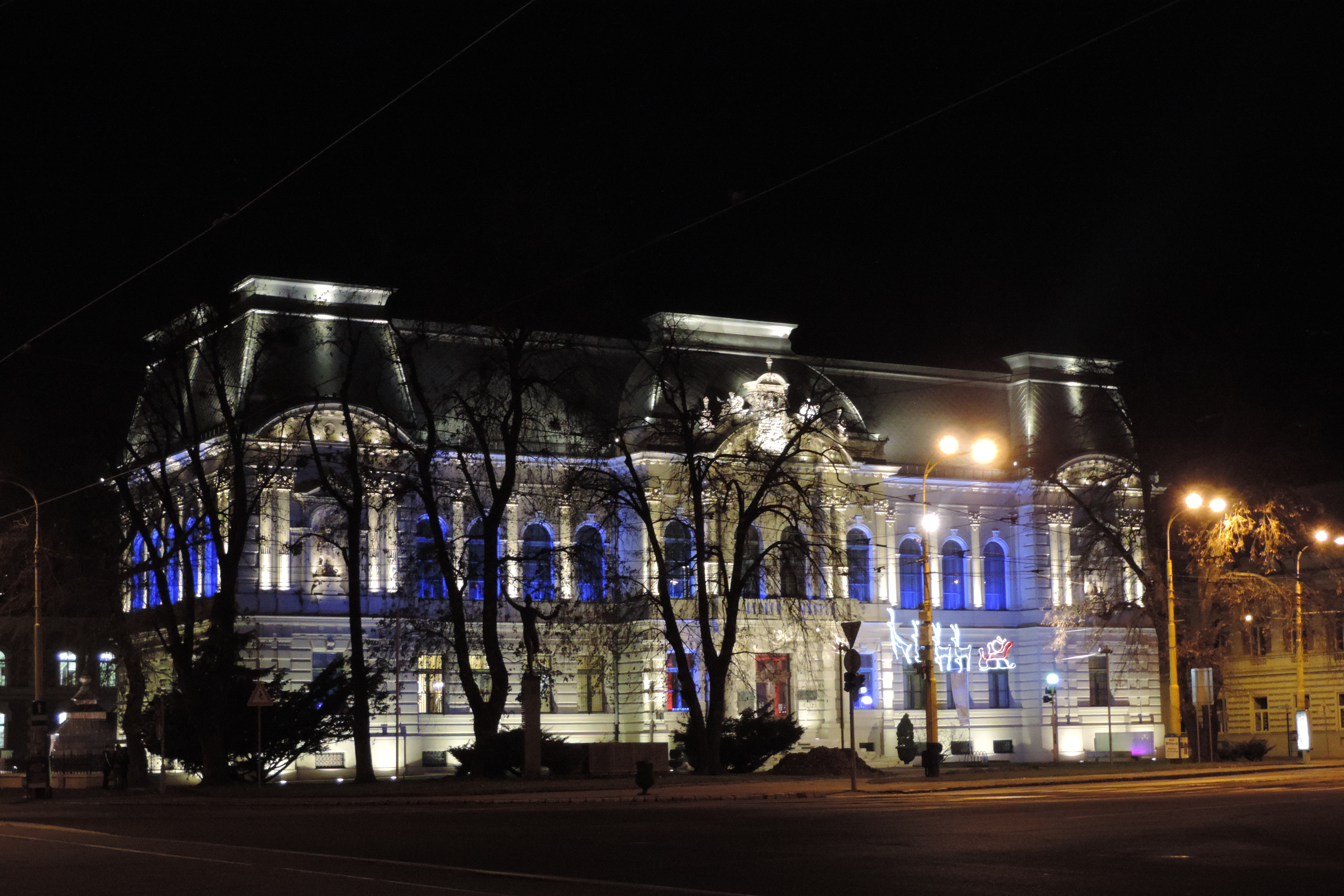
Veduta notturna del museo (dicembre 2014)
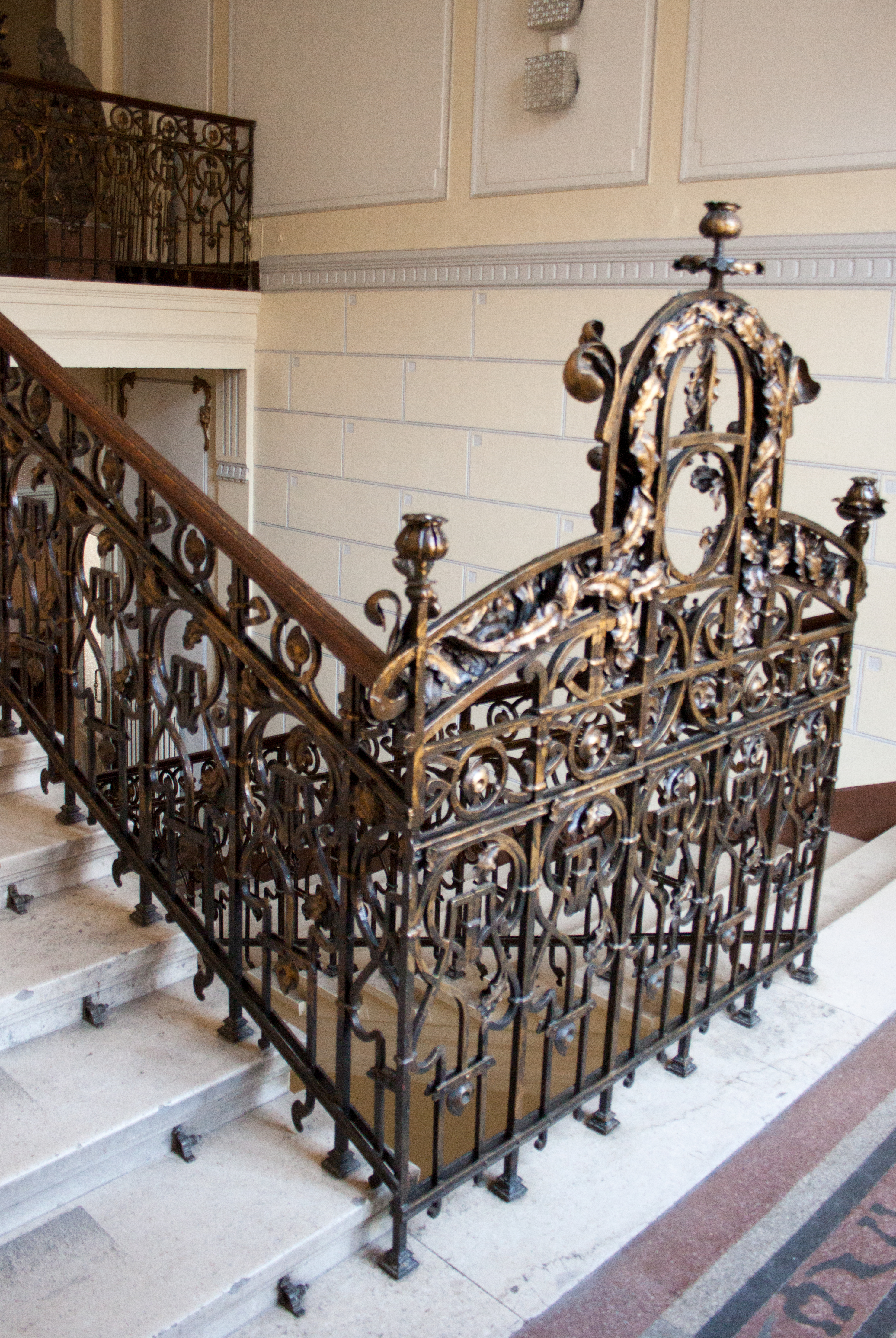
I corrimano dell'ingresso principale
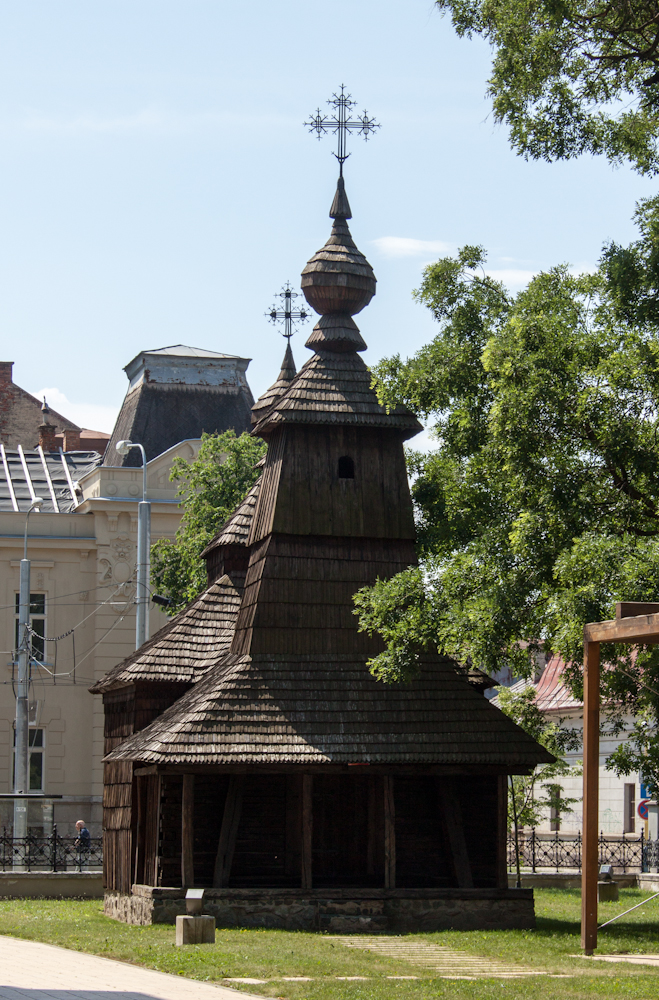
La chiesa in legno
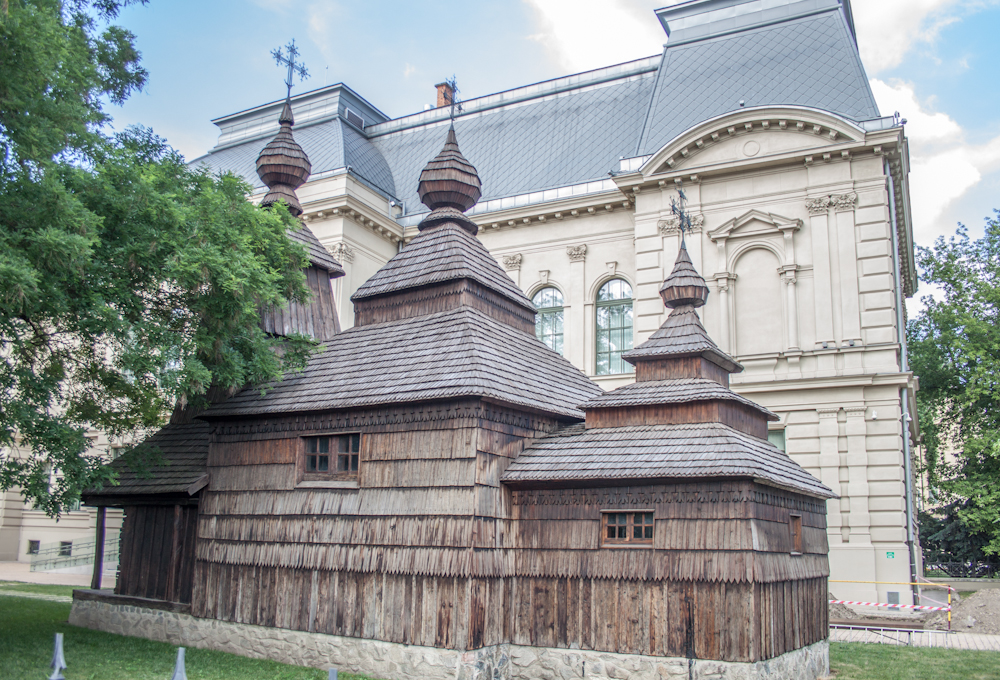
La chiesa in legno
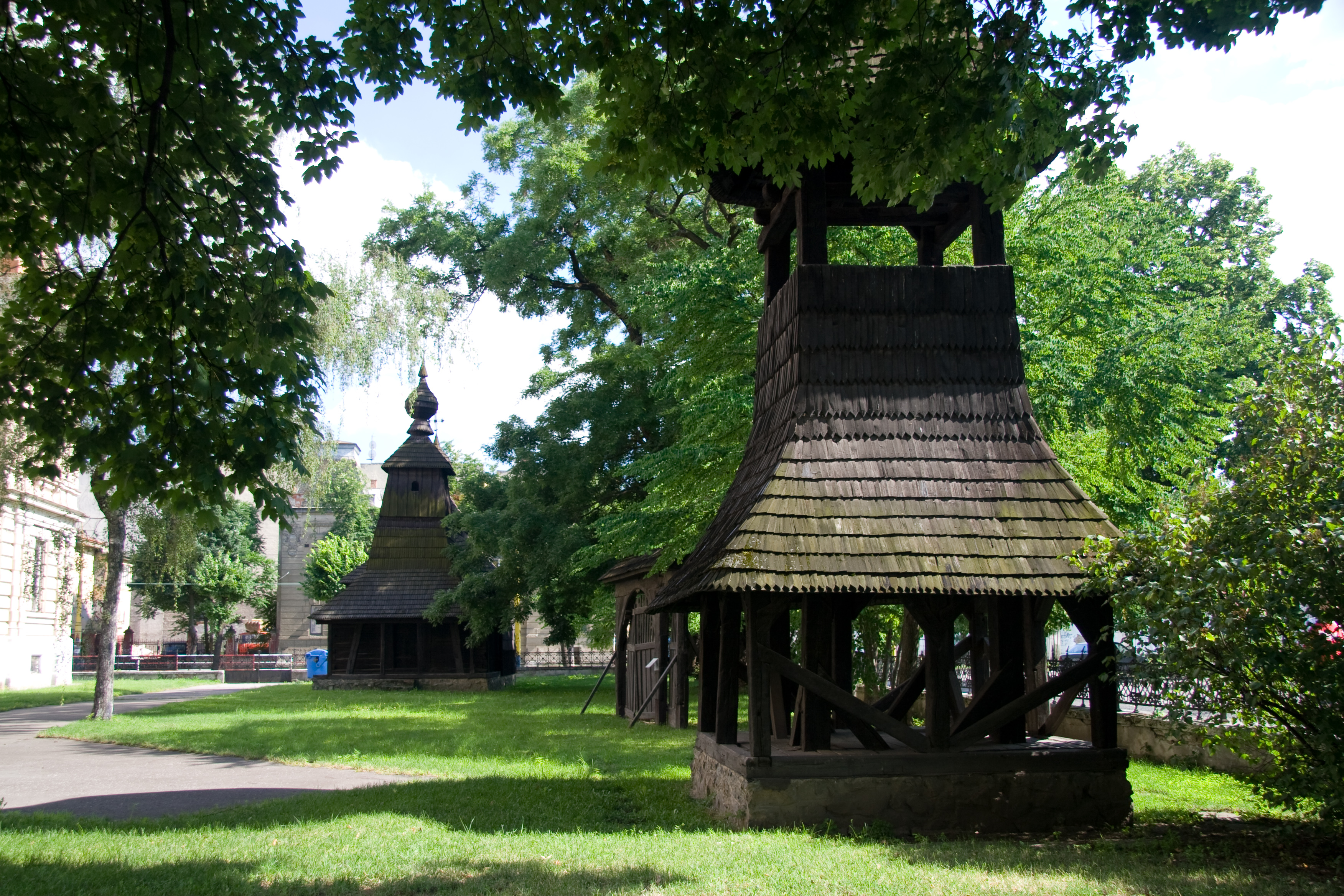
Campanile della chiesa in legno
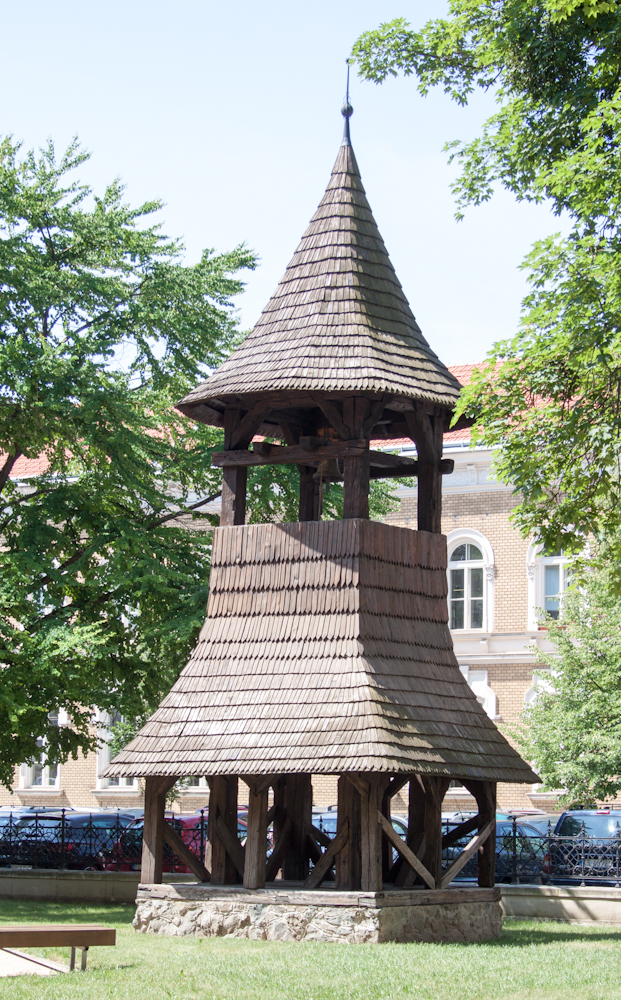
Campanile della chiesa in legno
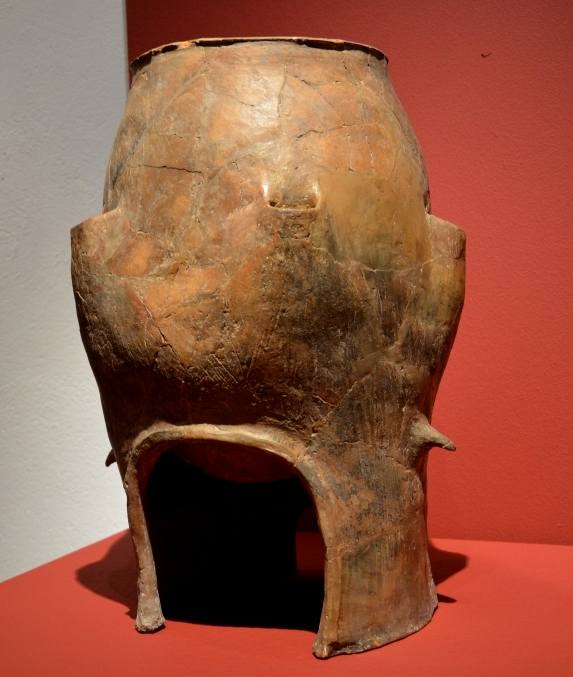
Stufa portatile della cultura Ottomány
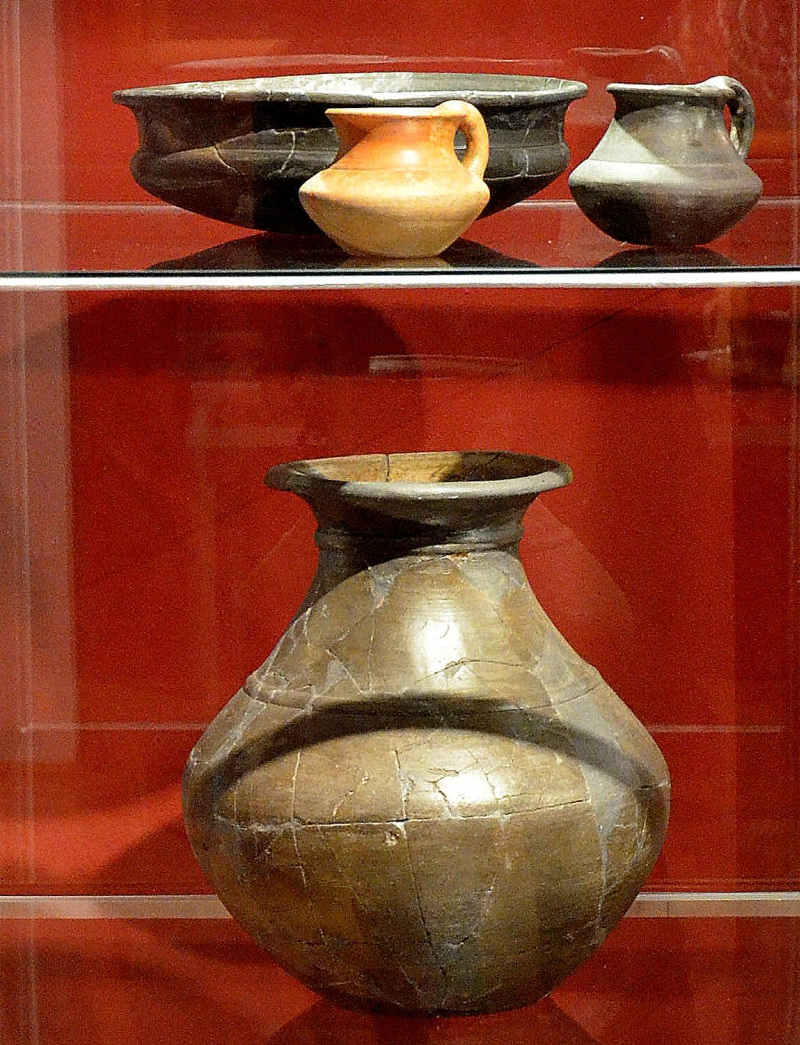
Vasellame celtico dell'età del ferro (II secolo a.C.)
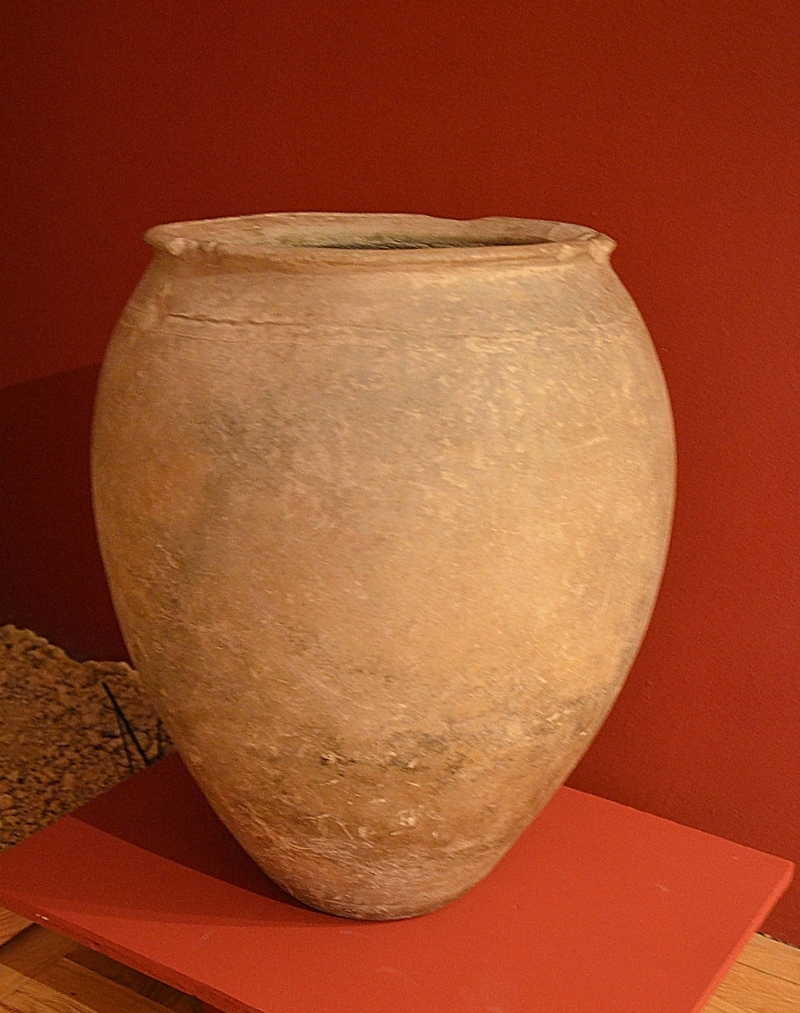
Vaso in ceramica di epoca romana
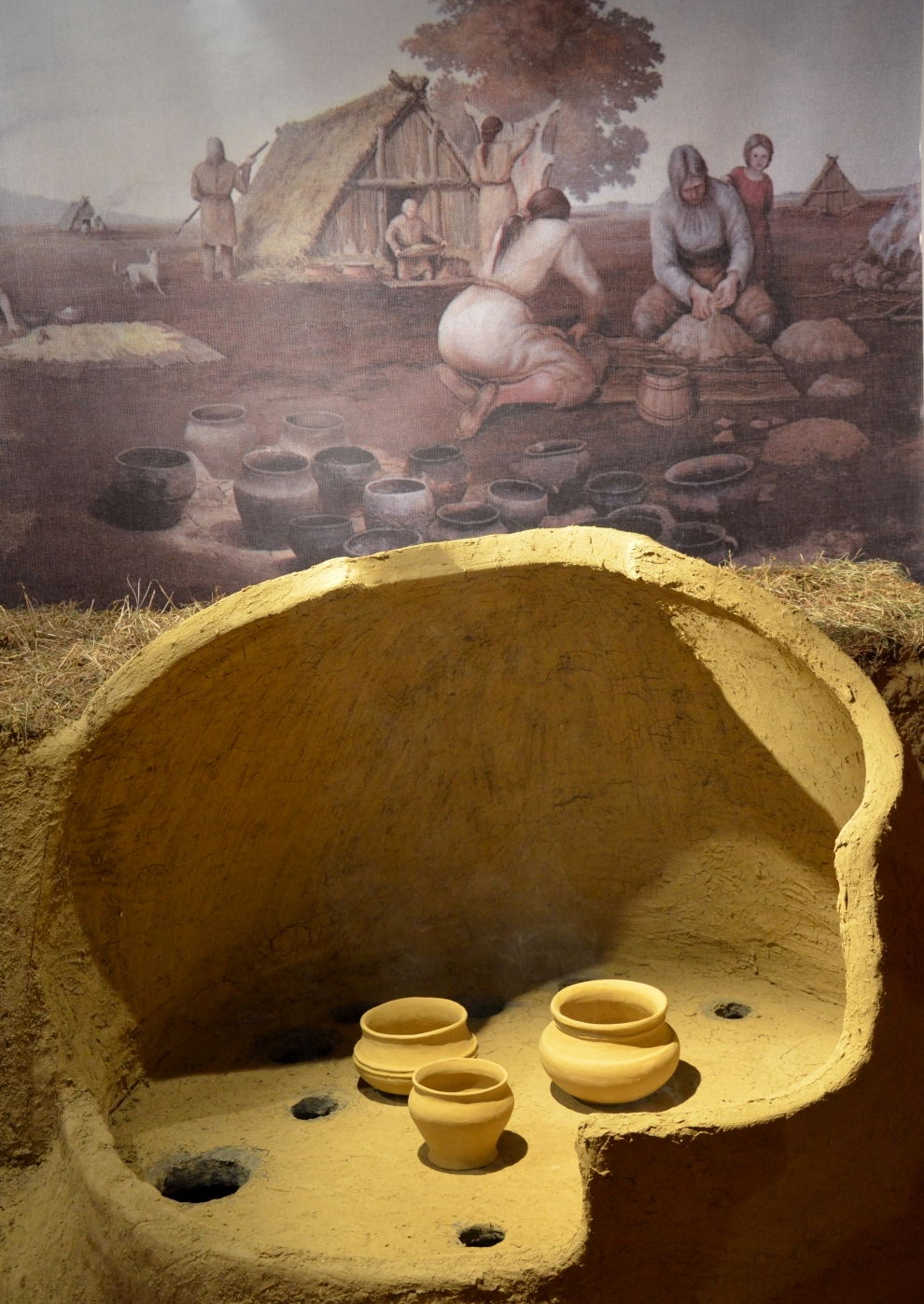
Stufa in ceramica di epoca romana
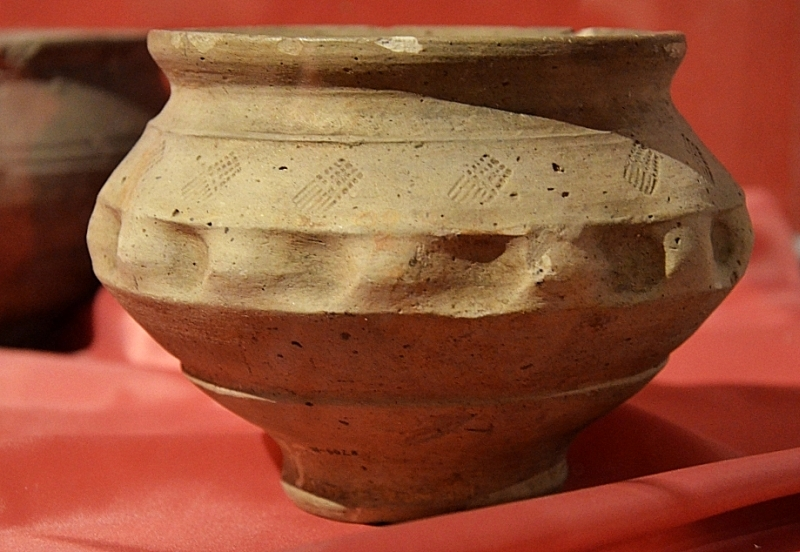
Ciotola vandalica (III secolo)
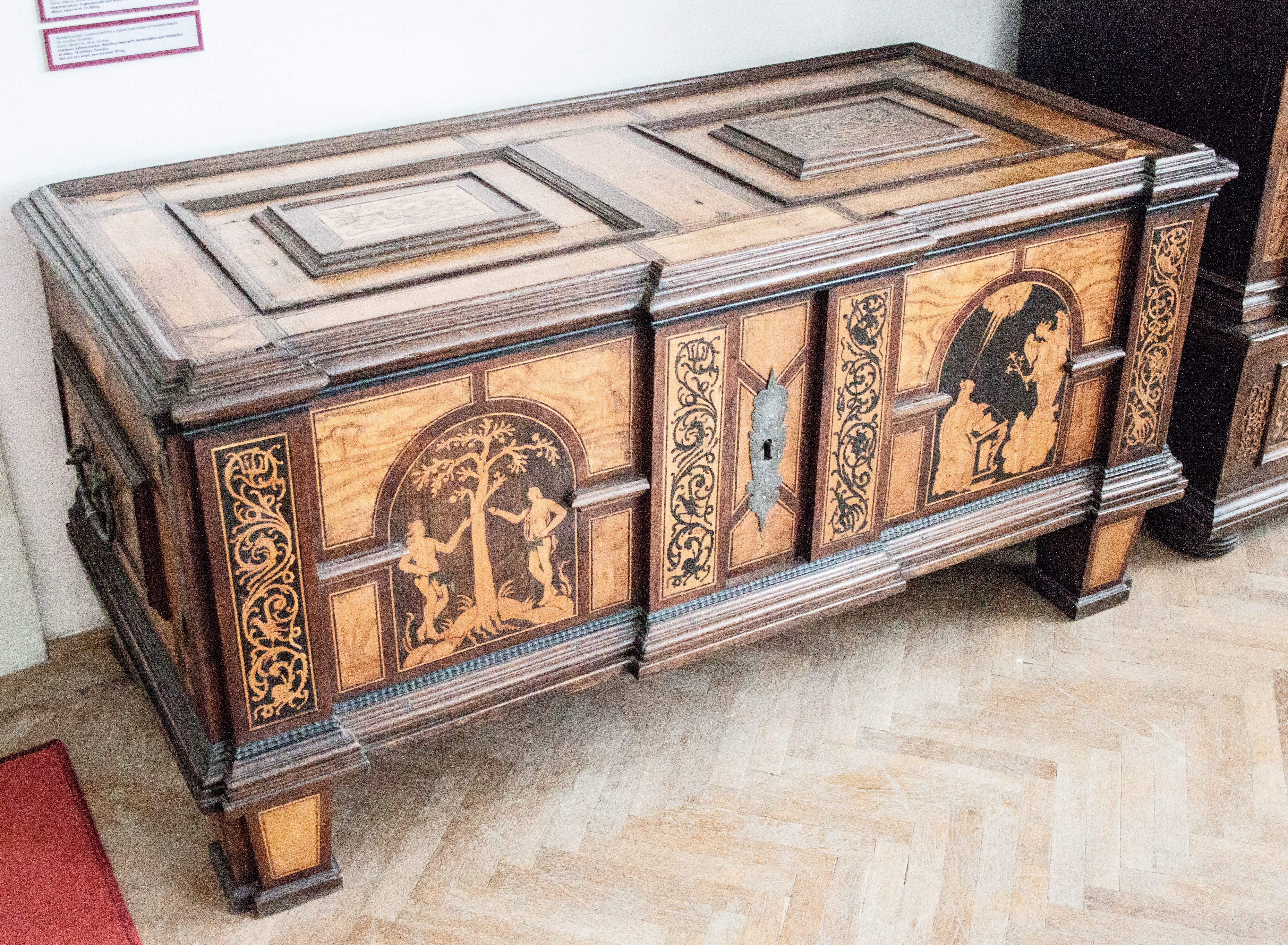
Un cassone per il corredo nuziale
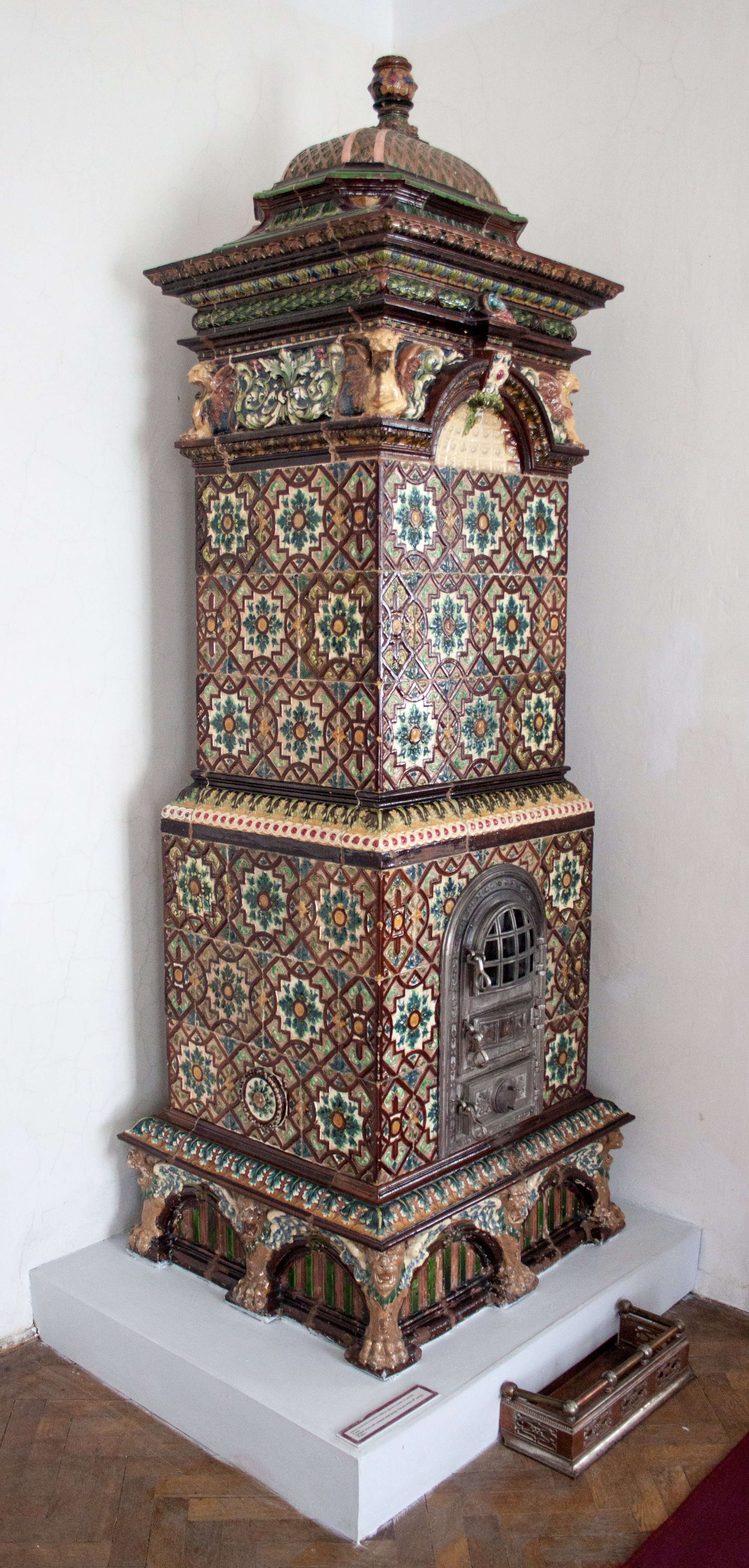
Stufa in maiolica
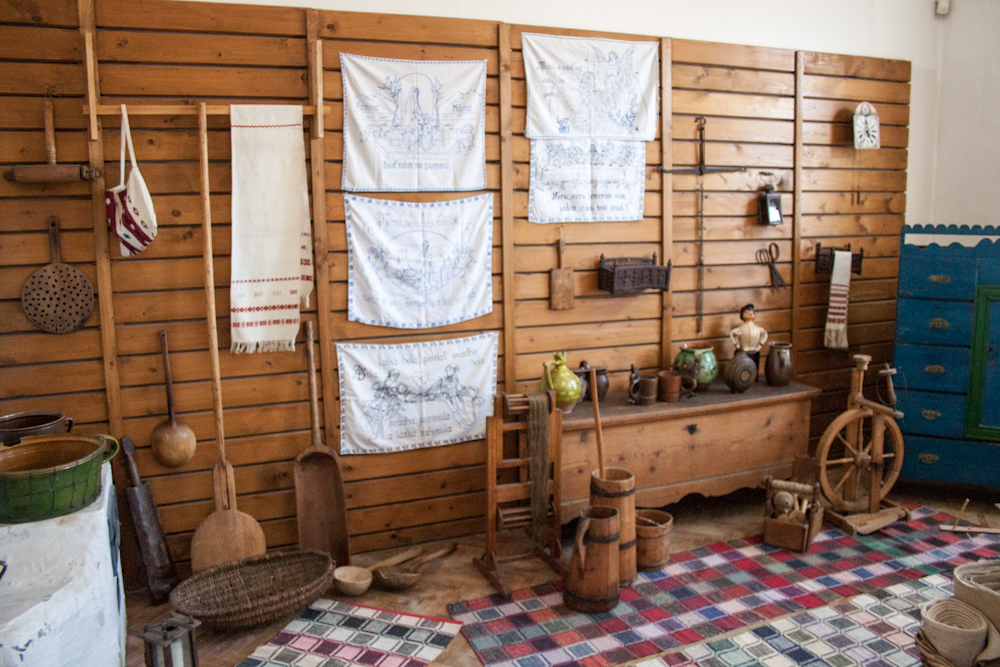
Interno di un'abitazione rurale tipica del Abov
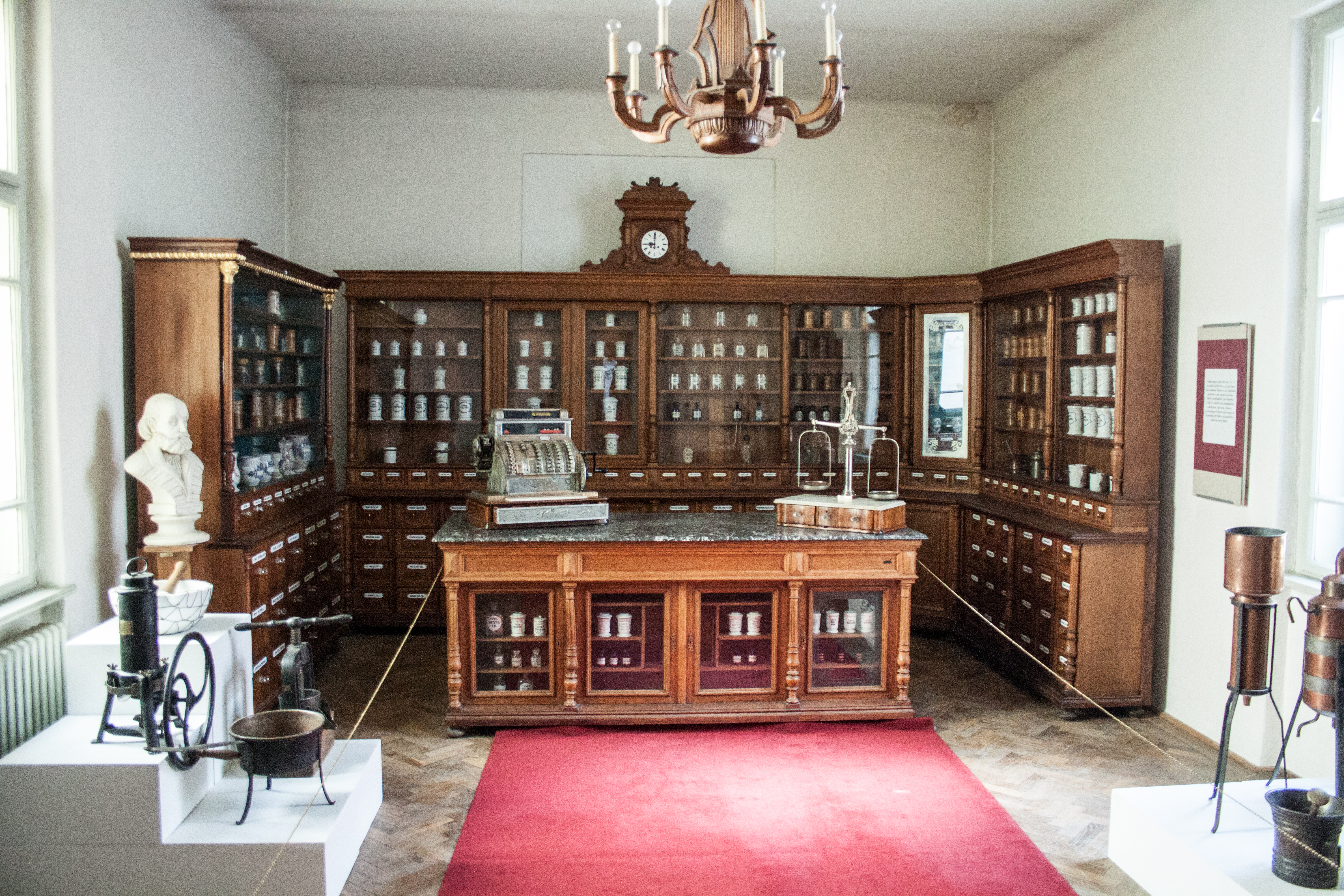
Una storica farmacia
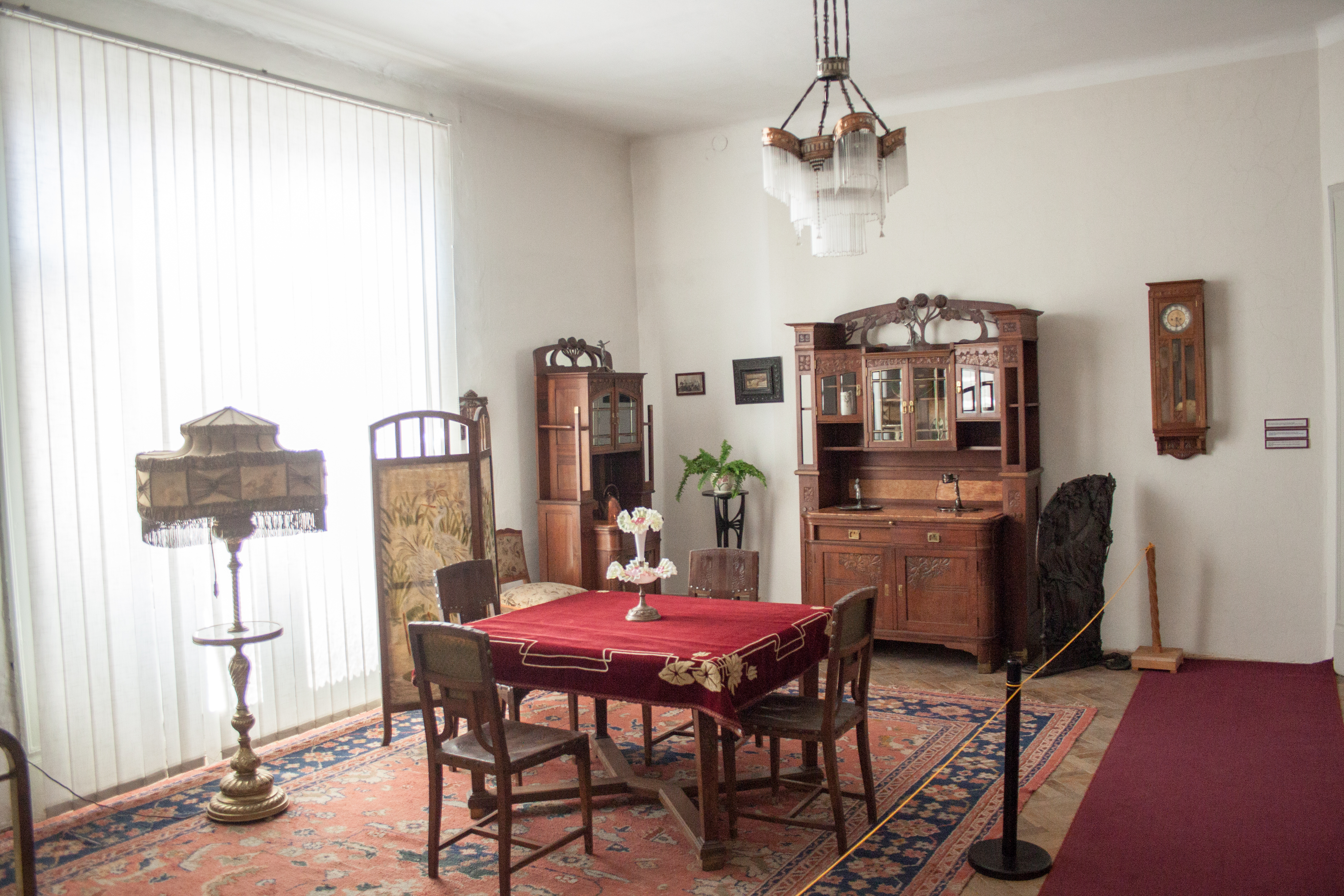
Interni in stile Secessione

Edificio su via Hviezdoslavova

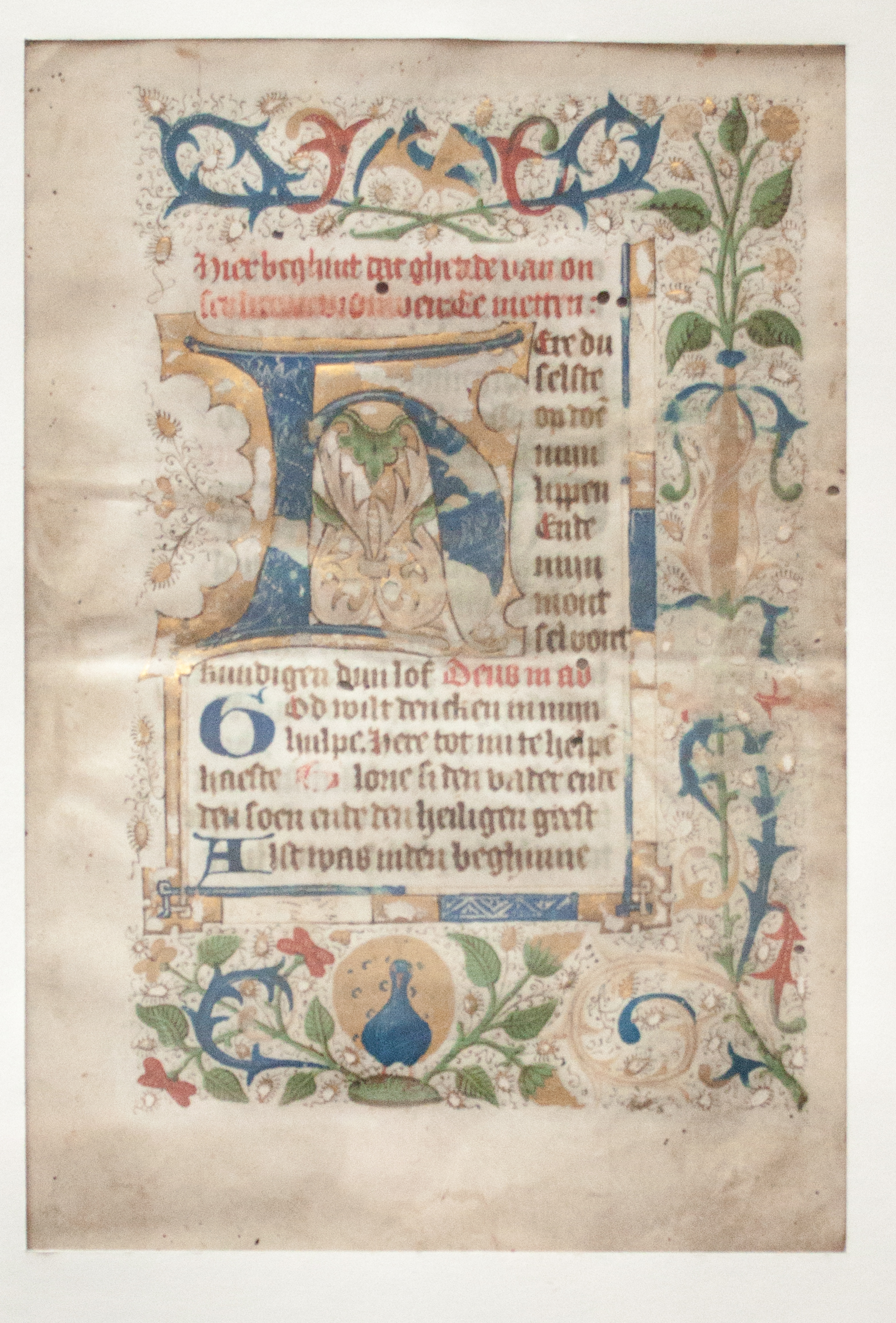
Libro d'ore medievale in olandese, opera di un miniatore anonimo di Delft
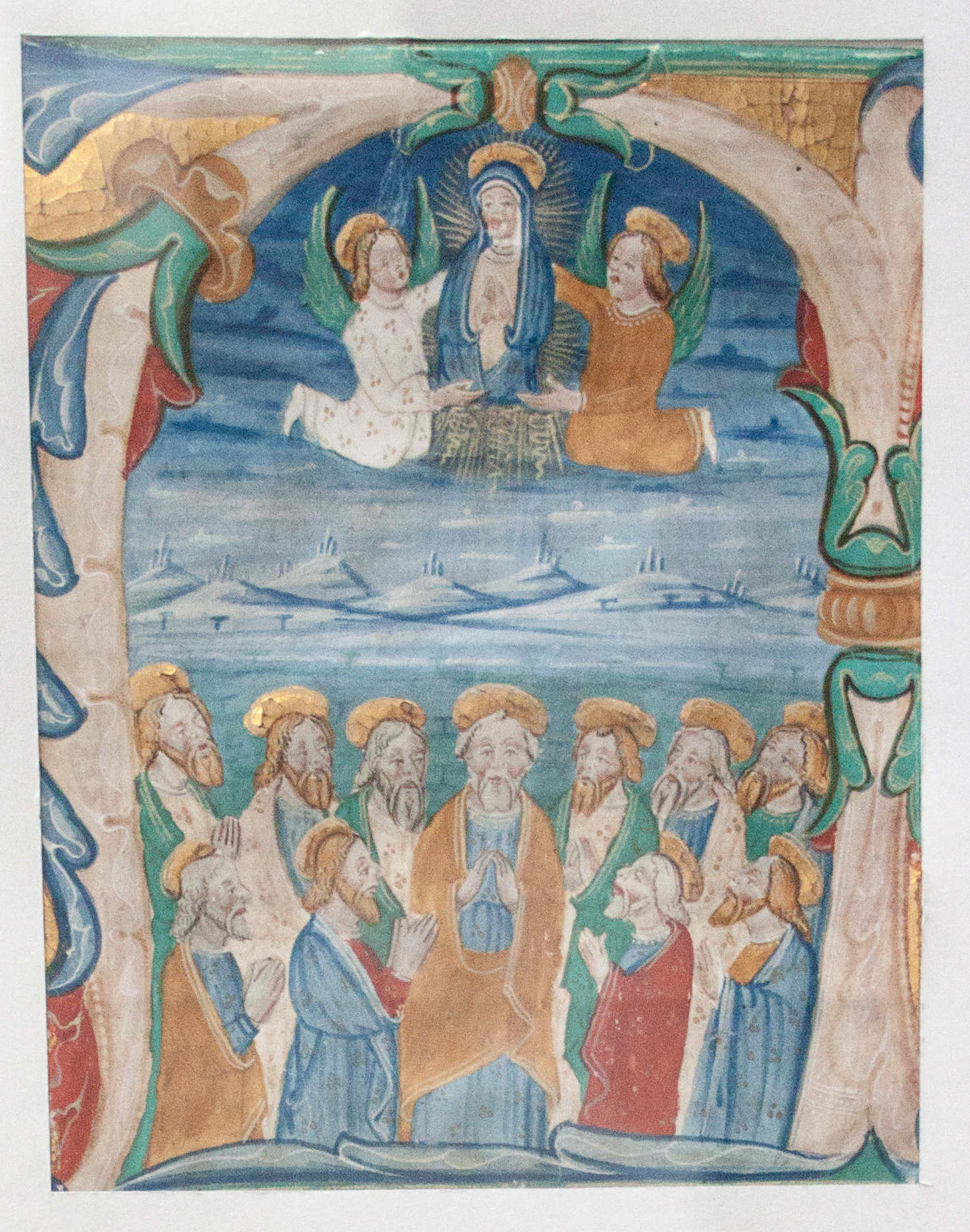
L'Assunzione di Maria in una miniatura, opera di un anonimo italiano
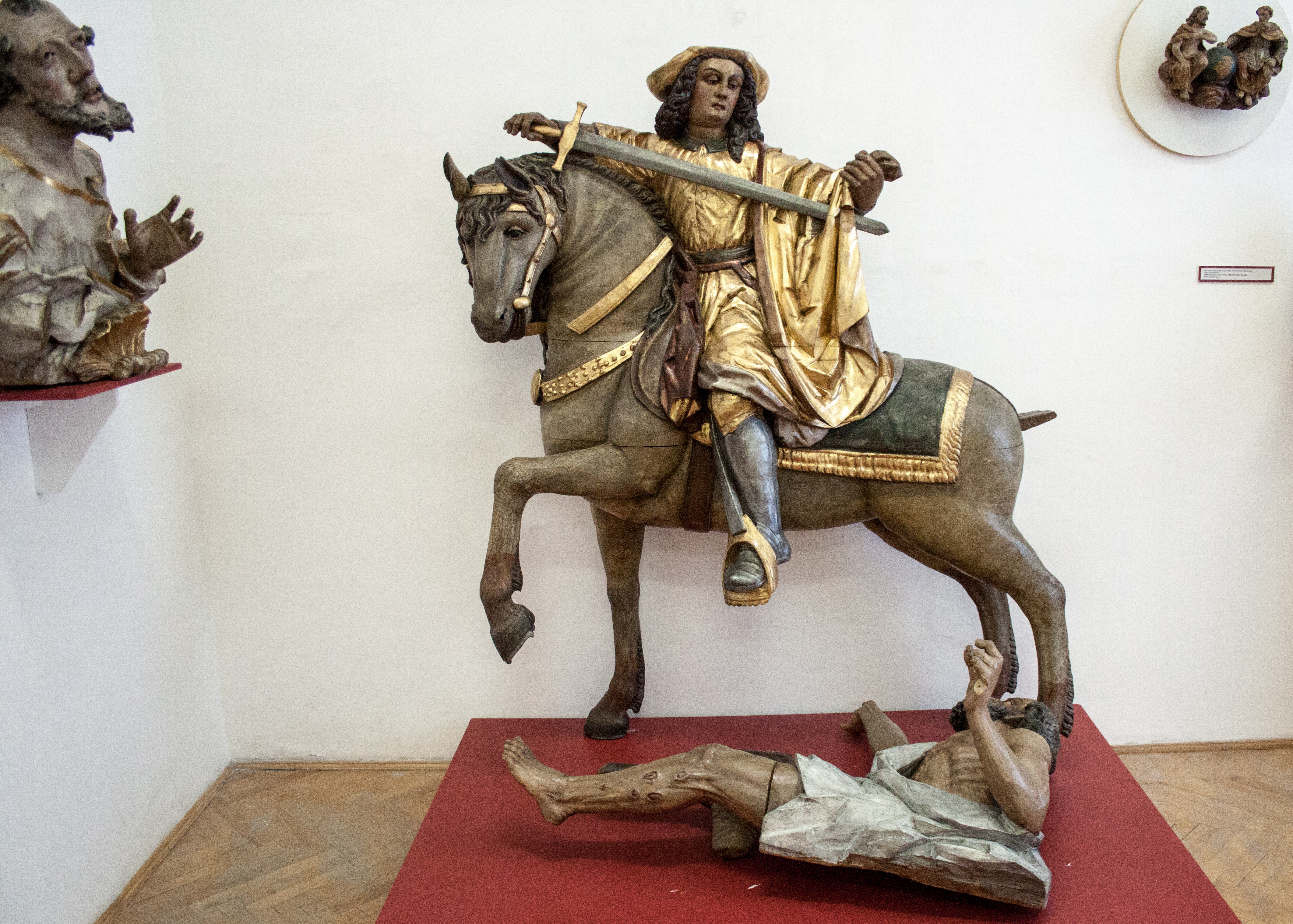
Statua di San Martino
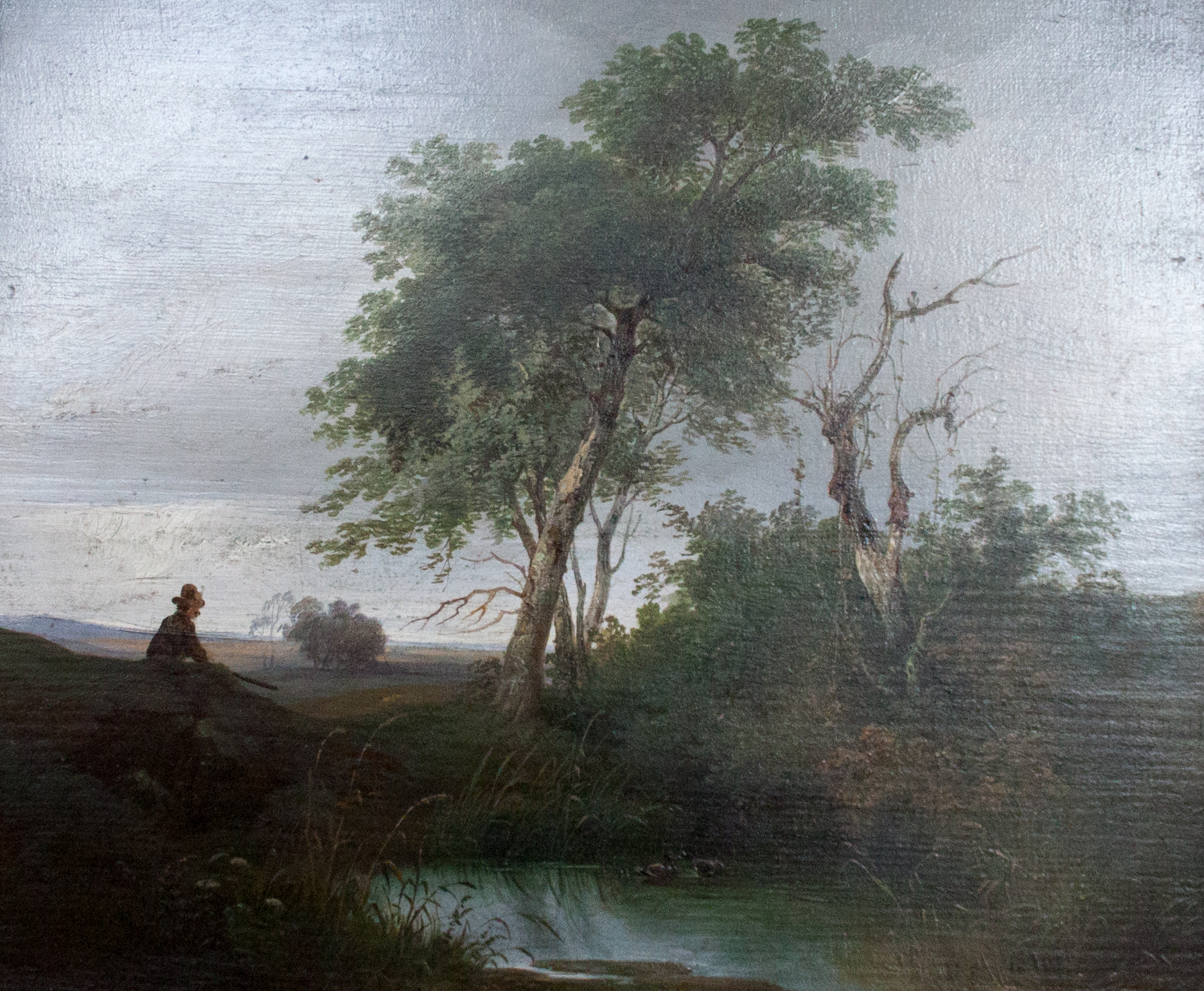
Un paesaggio degli anni 1820
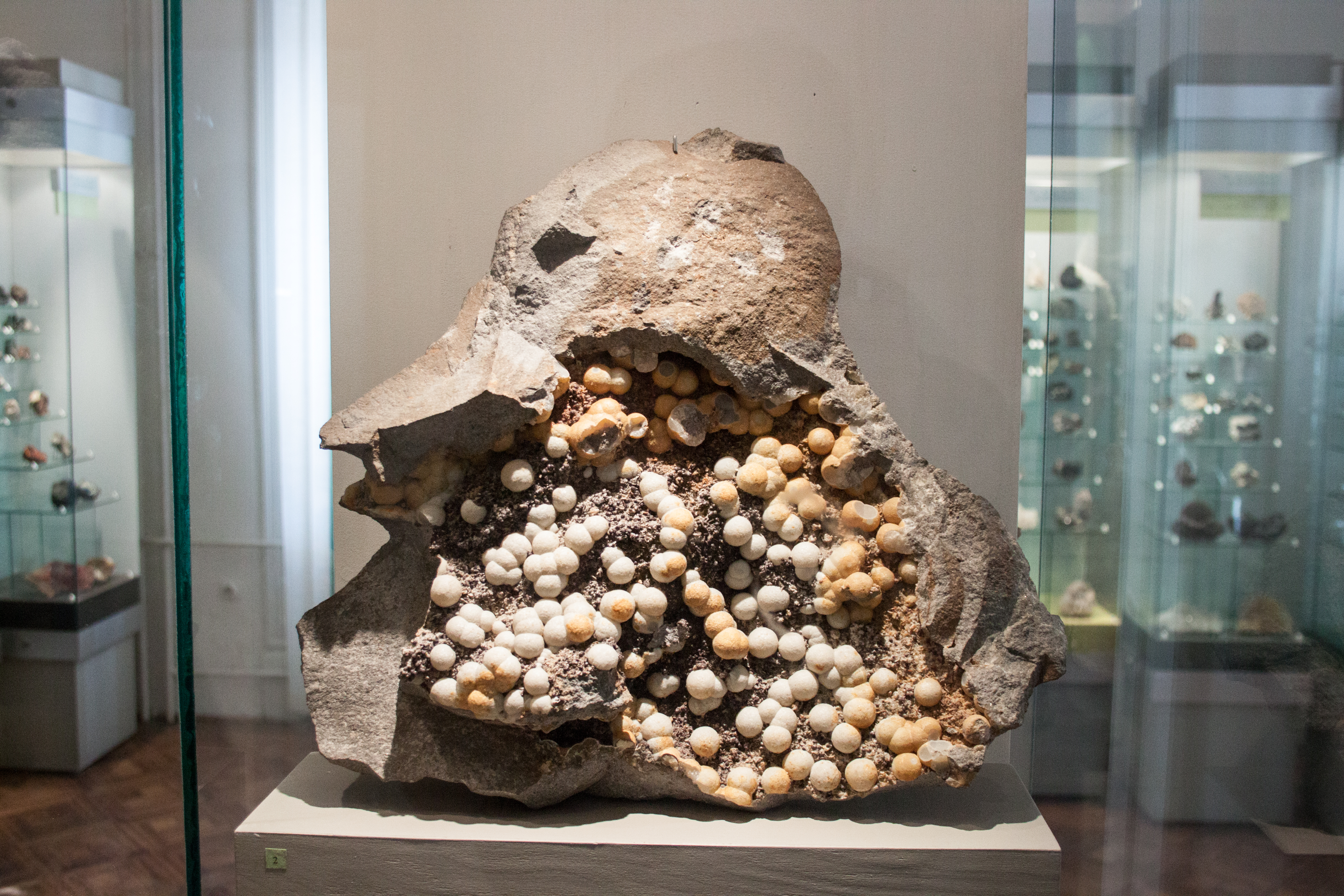
Mostra di minerali
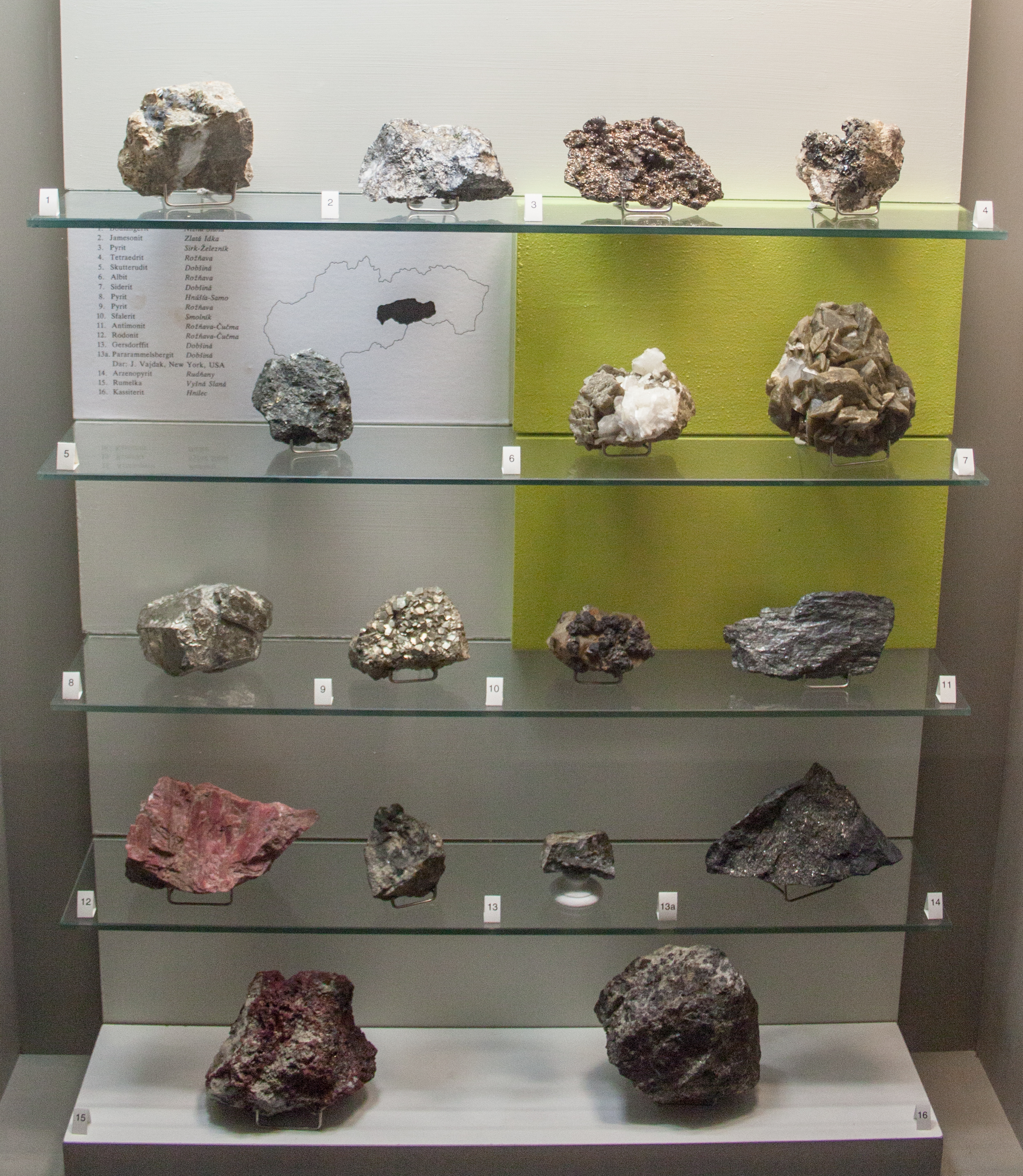
Vari minerali raccolti nella Slovacchia orientale
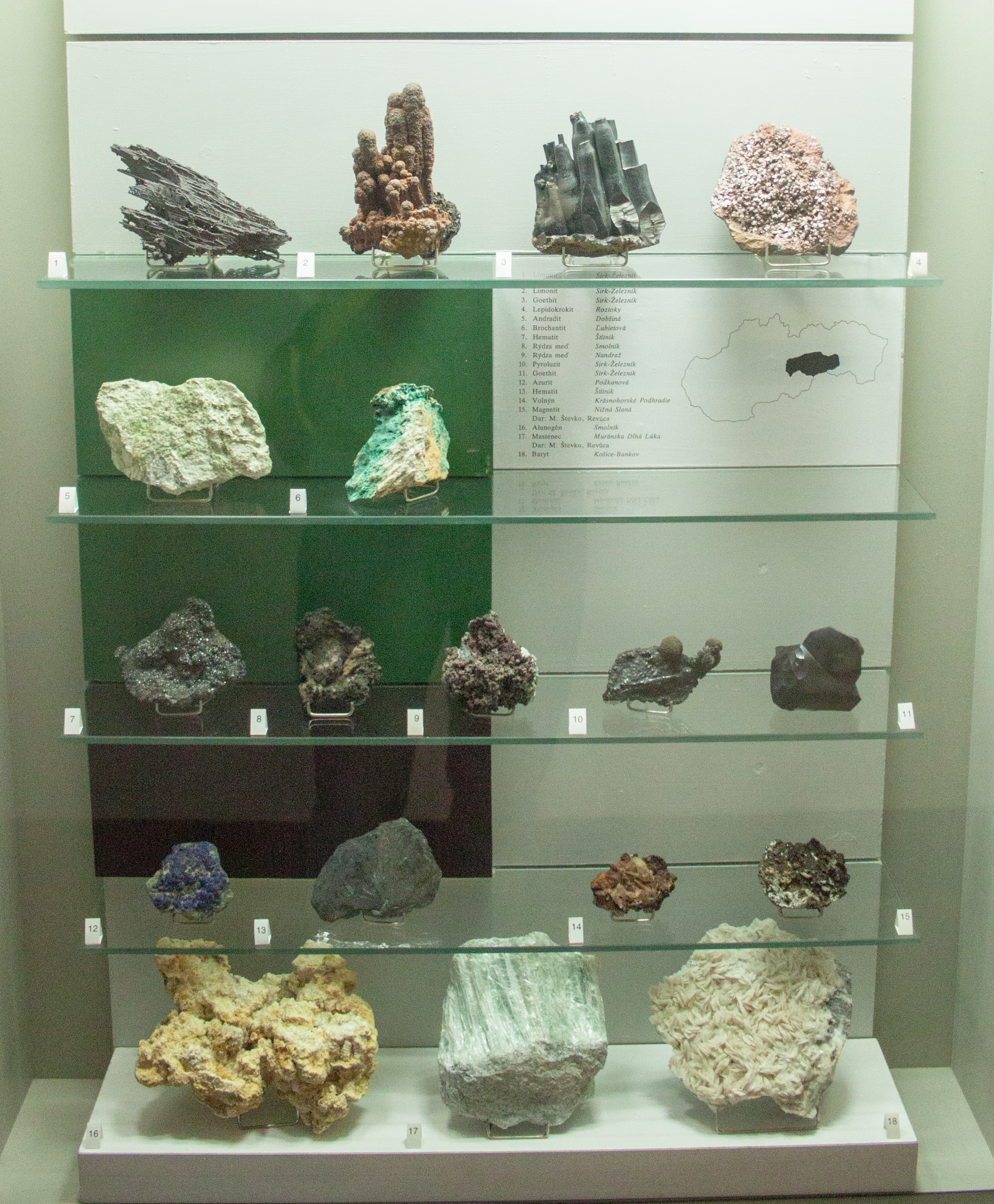
Vari minerali raccolti nella Slovacchia orientale
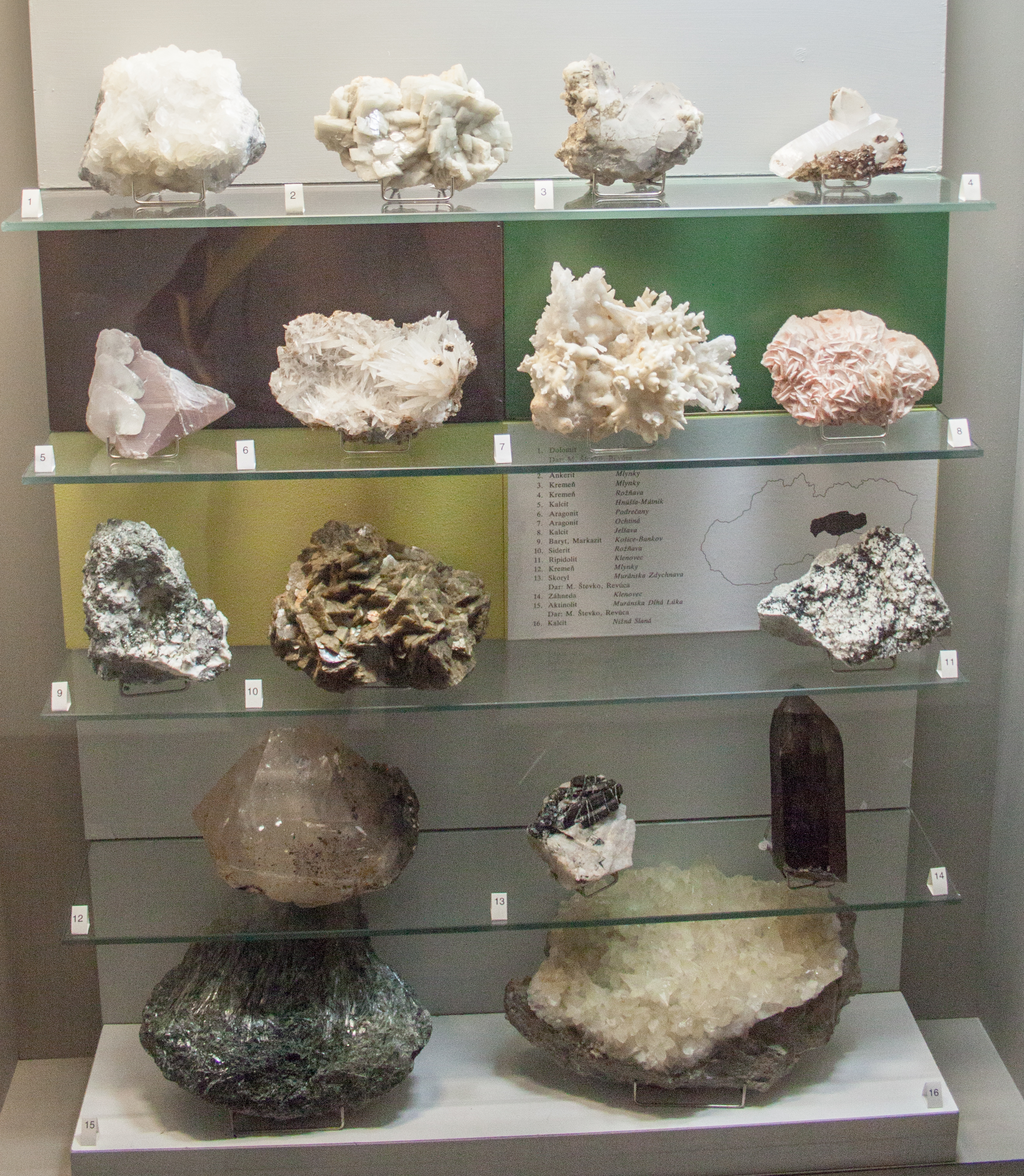
Vari minerali raccolti nella Slovacchia orientale
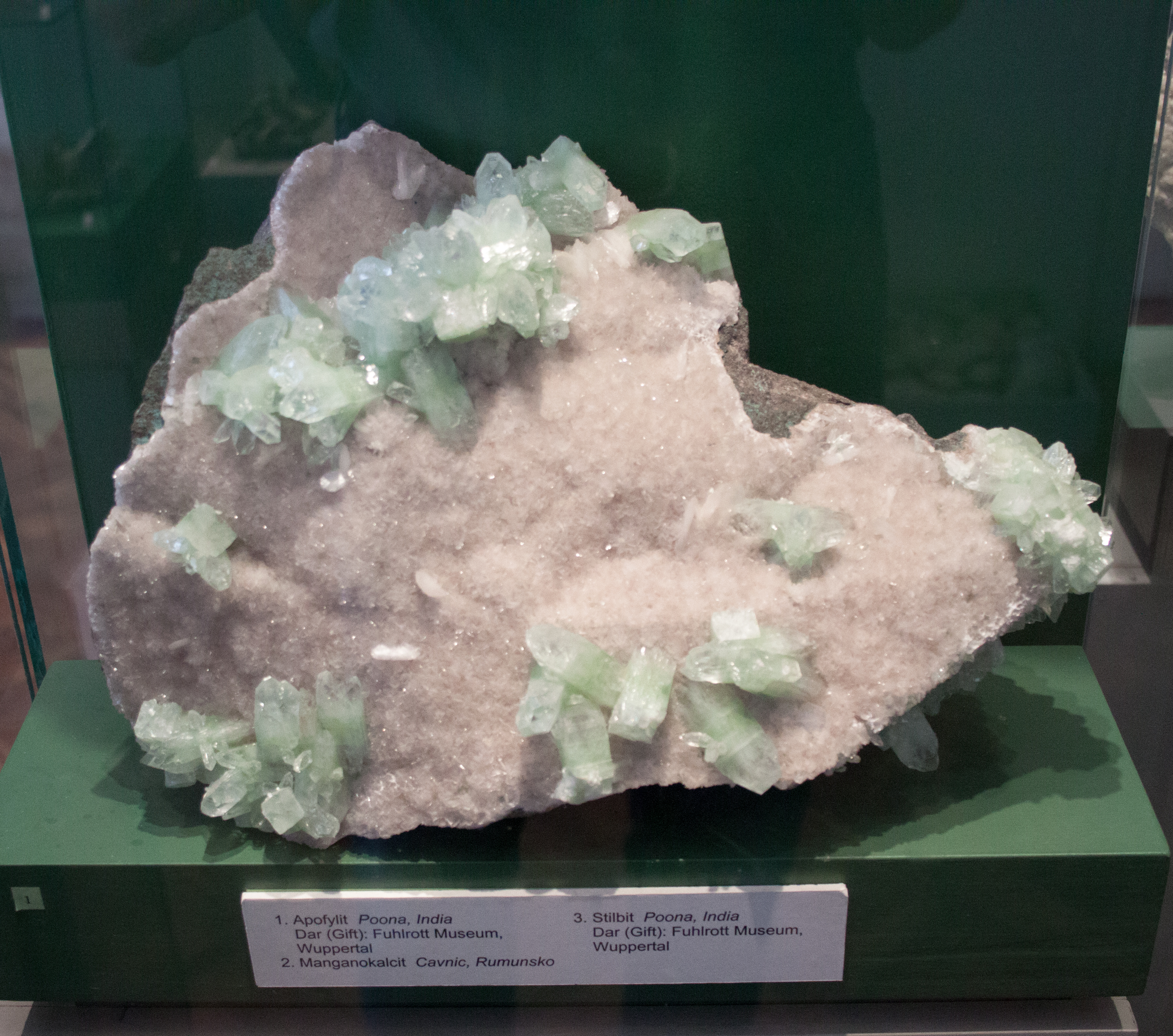
Apofillite proveniente dall'India
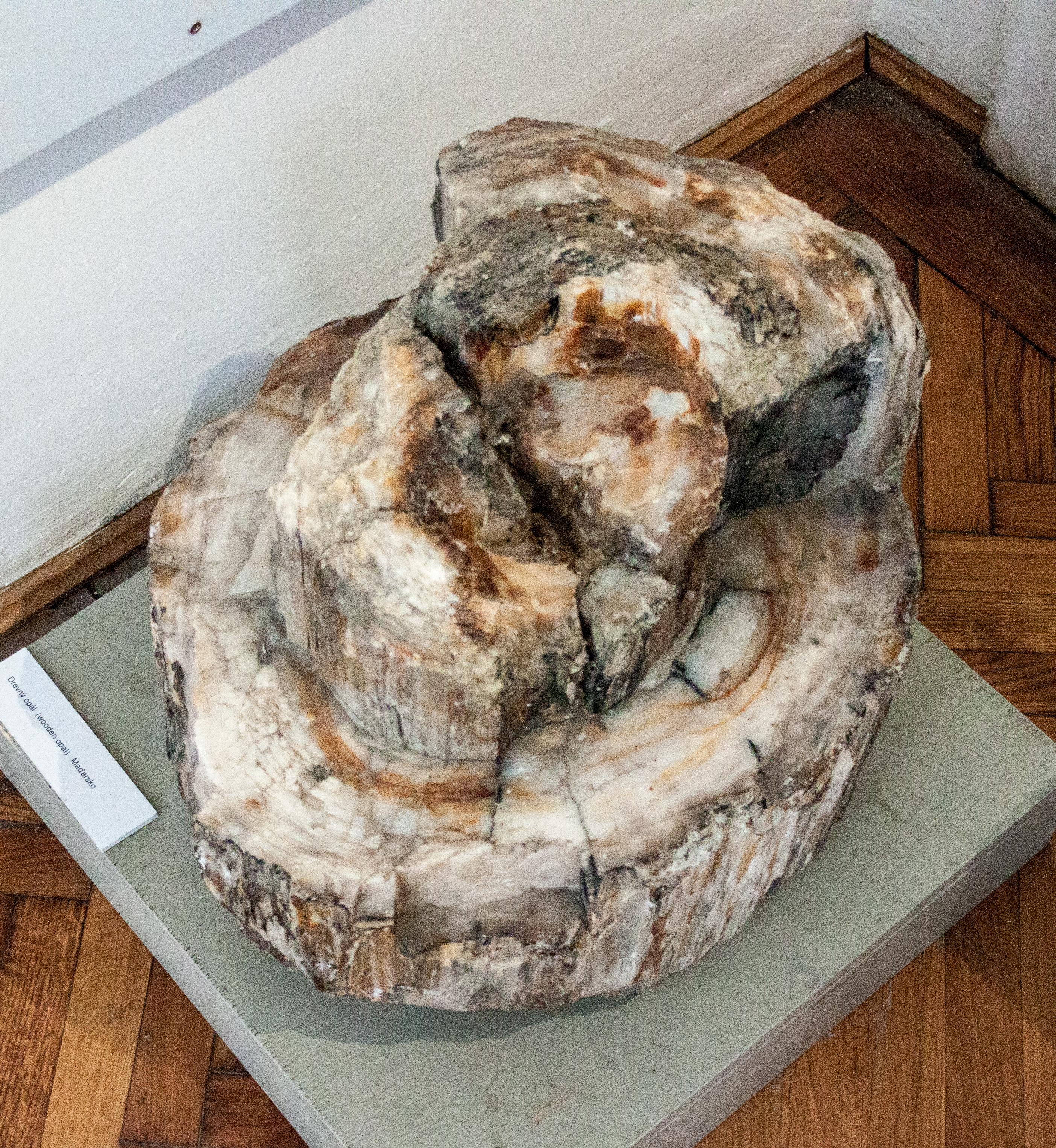
Legno fossilizzato da Slovacchia orientale
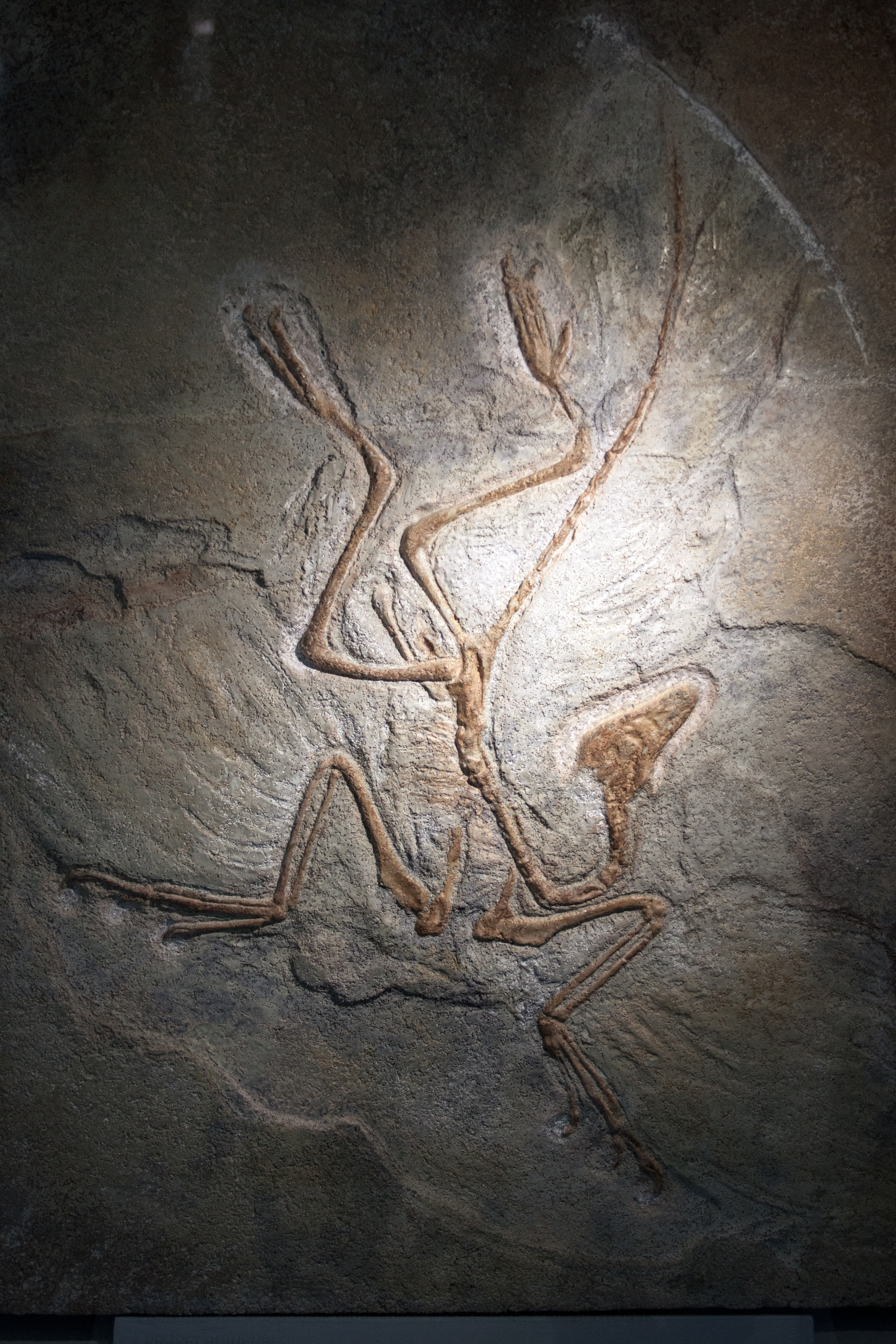
Archaeopteryx fossile
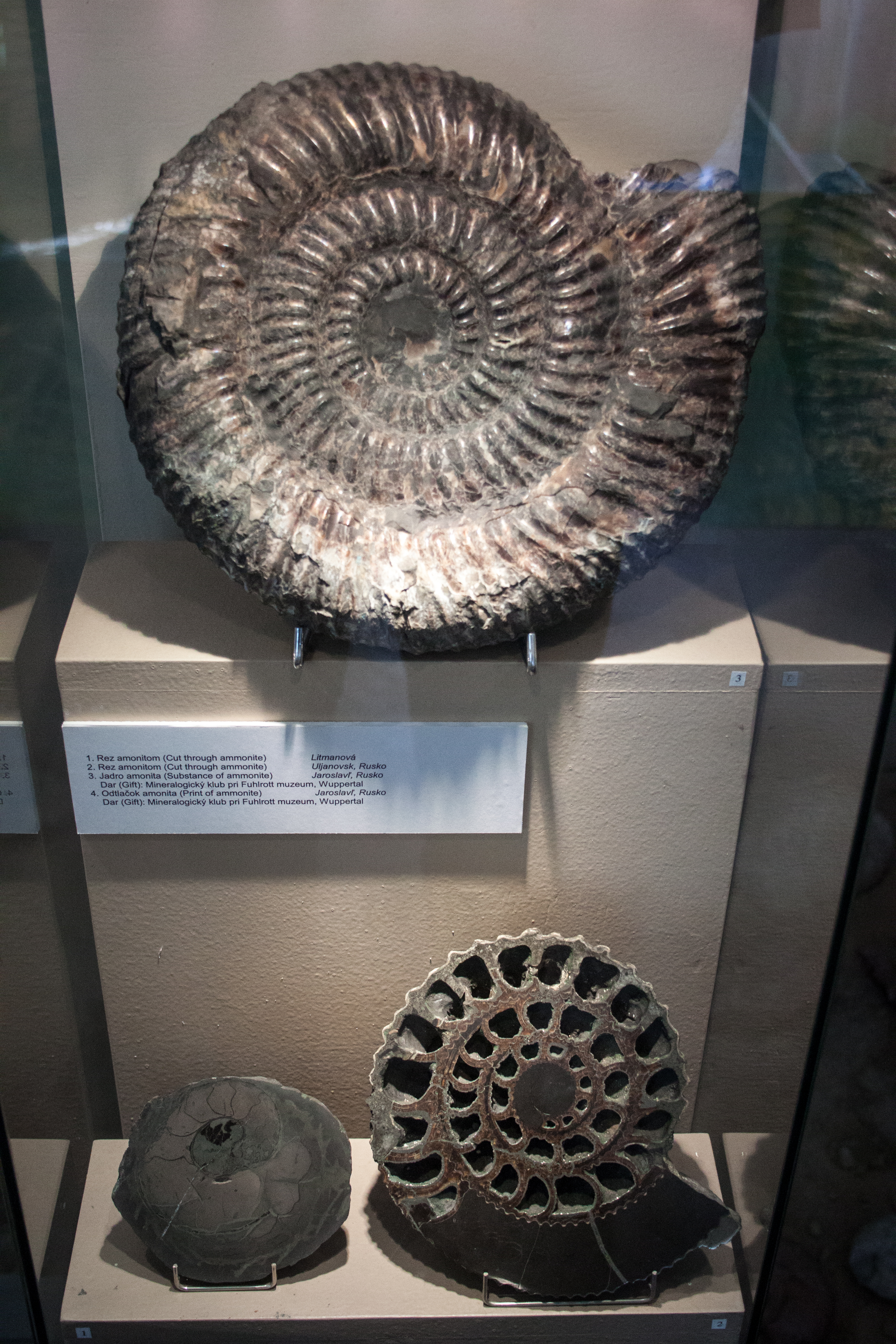
Ammonite
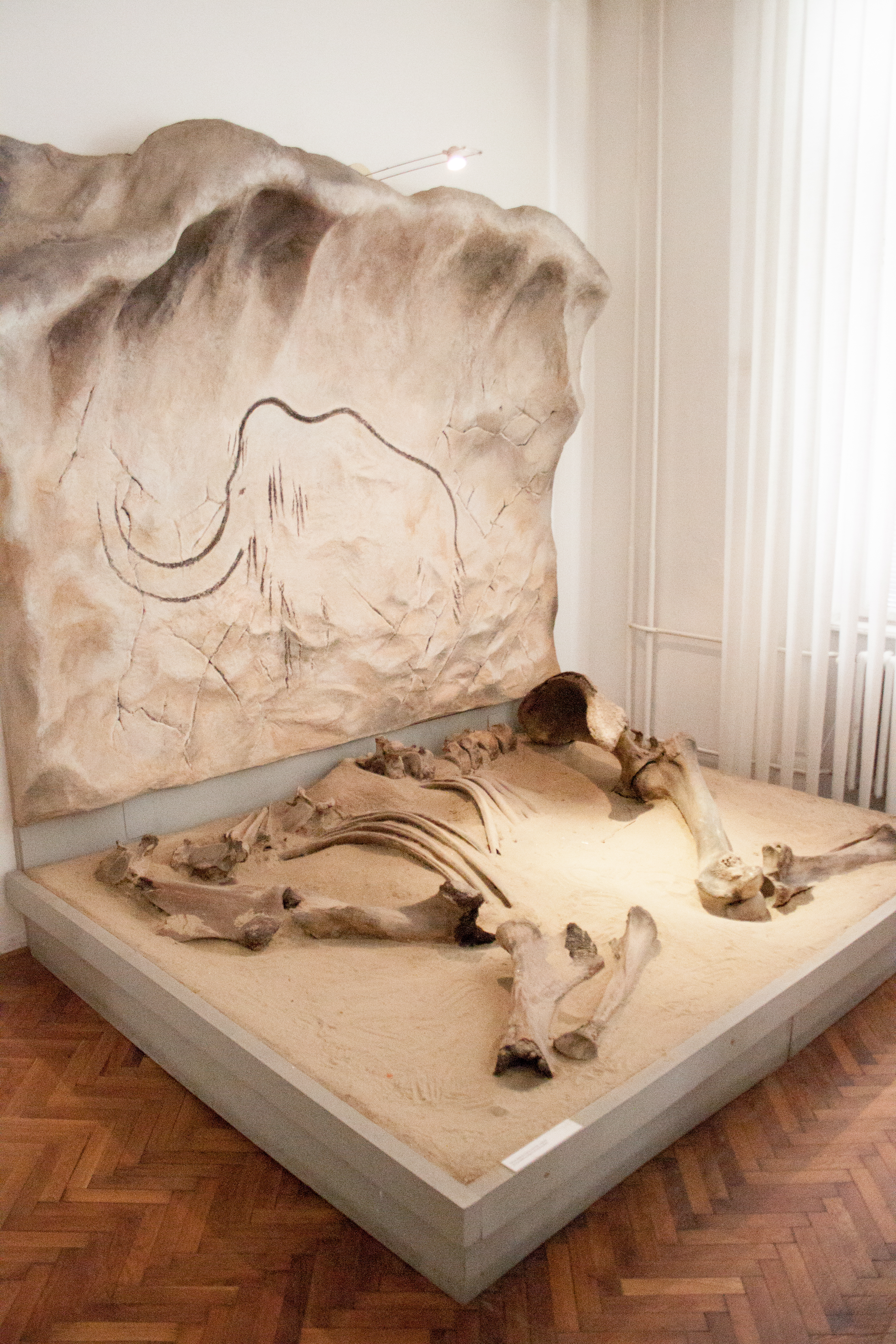
Ossa di mammut

Bastione del Boia

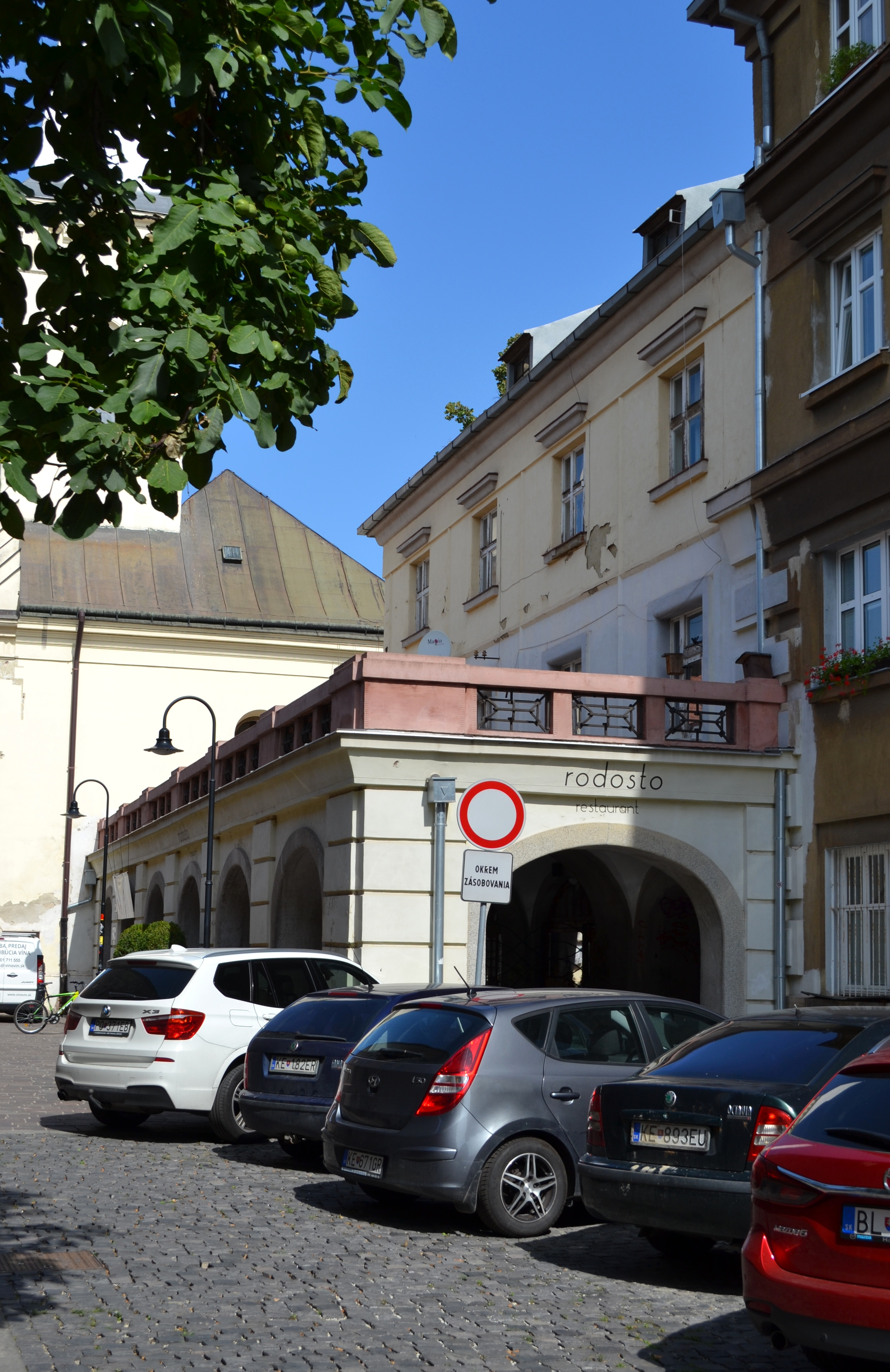
Ingresso al complesso del Bastione del Boia
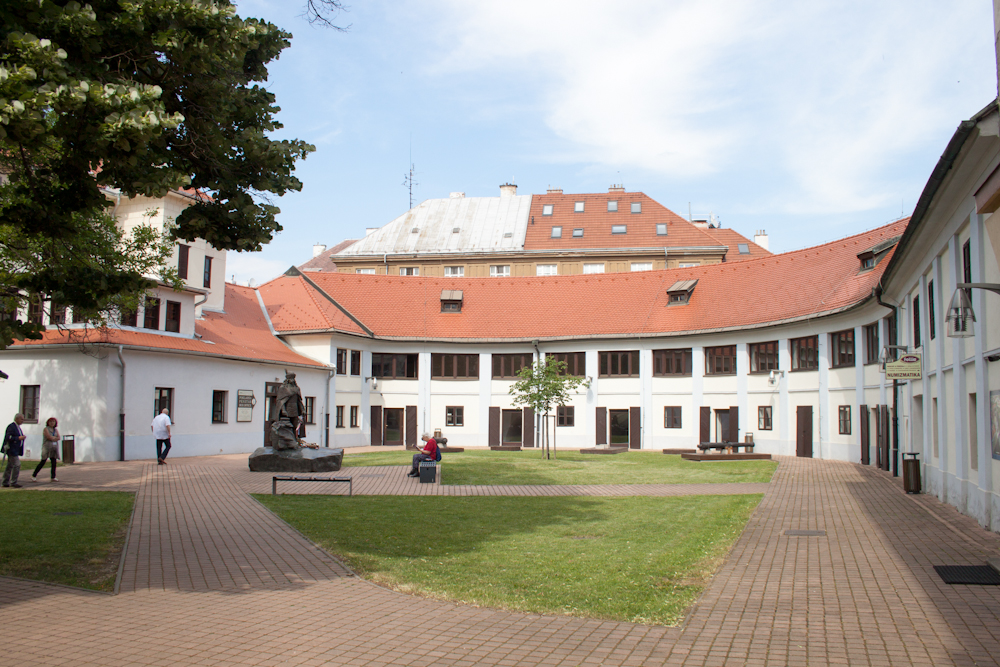
Il cortile del bastione del Boia con la casa di Rodošto
Un cannone d'epoca nel cortile
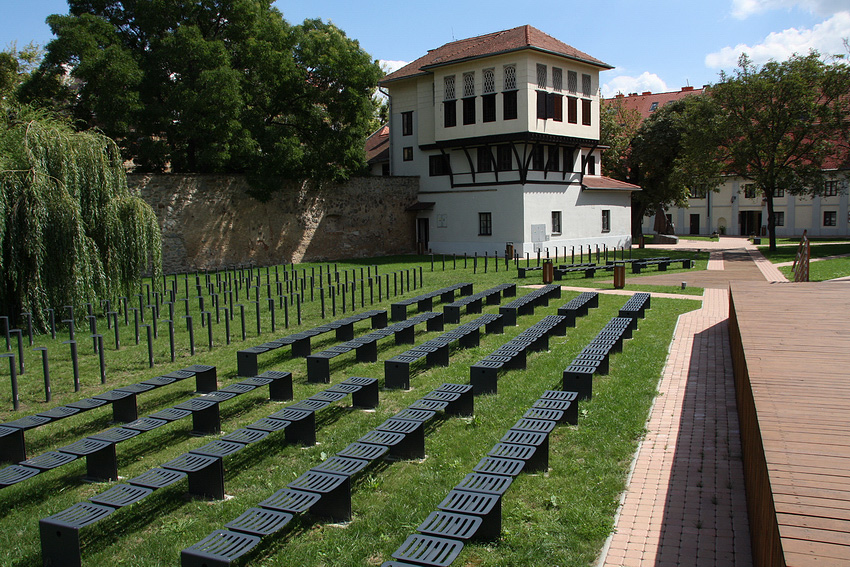
Il giardino vicino alla casa di Rodošto e un tratto delle mura cittadine
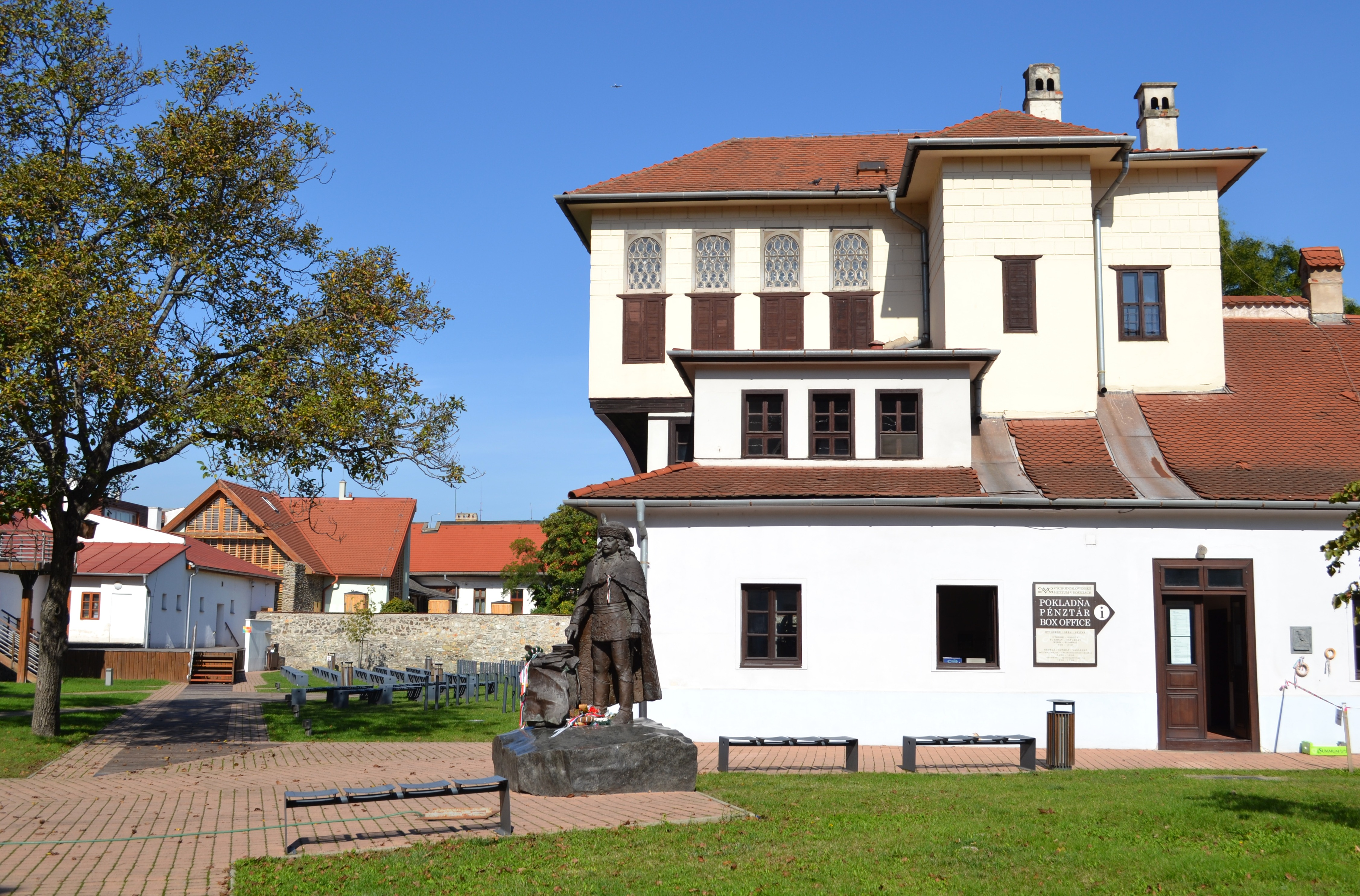
La casa di Rodošto con la casa degli artigiani sullo sfondo
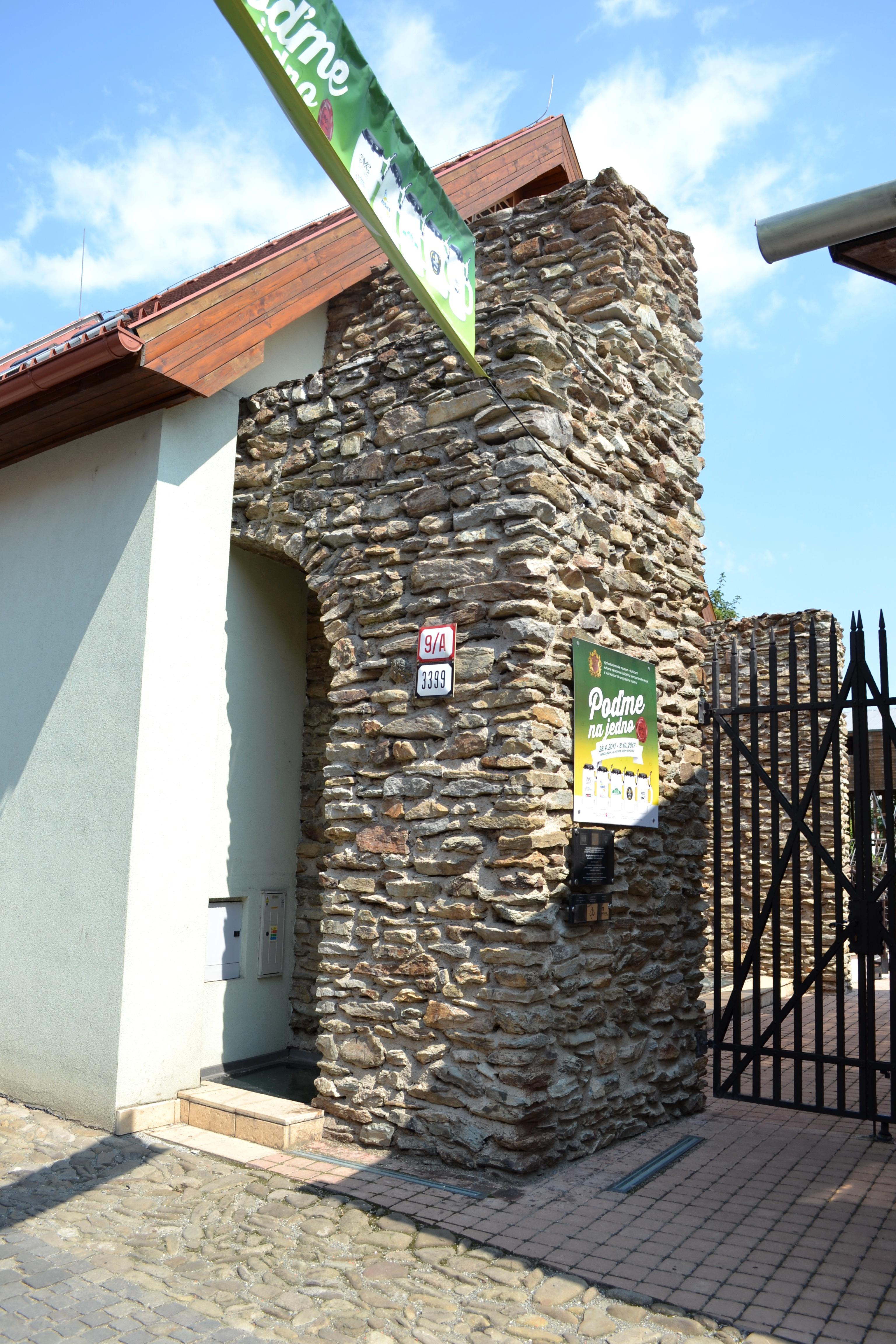
L'ingresso della casa degli artigiani su via Hrnčiarska